# Örtze
Die Örtze ist ein Fluss in Niedersachsen, der auf dem Truppenübungsplatz Munster Nord in der Großen Heide (Bundesforst Raubkammer) entspringt und nach 62 Kilometern südöstlich von Winsen in die Aller mündet. Sie ist mit einer Wasserführung von gut 6 m³/s deren größter rechter Nebenfluss.

## Geografie

### Ursprung

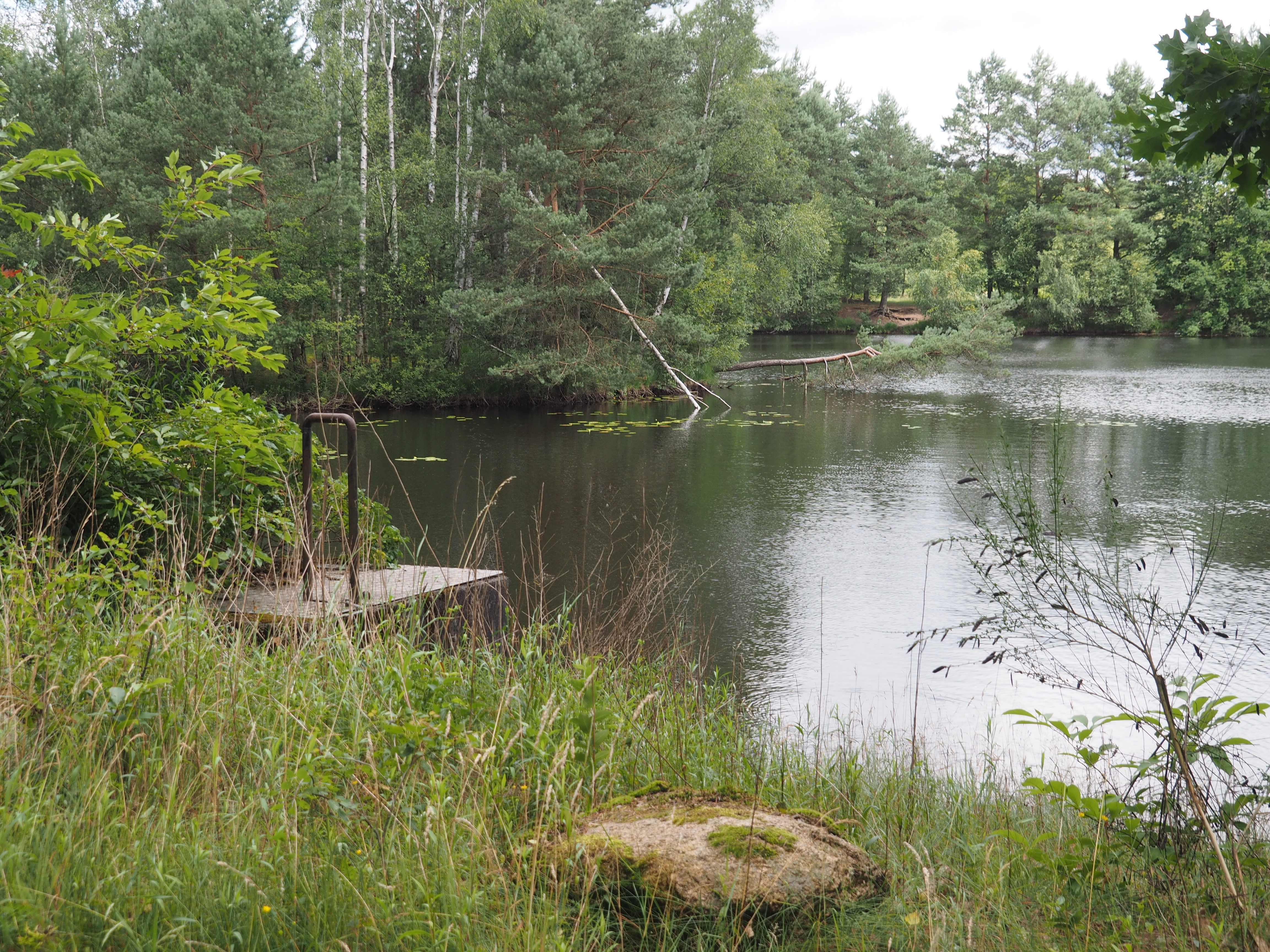
Einer der Munoseen auf dem Truppenübungsplatz Munster-Nord

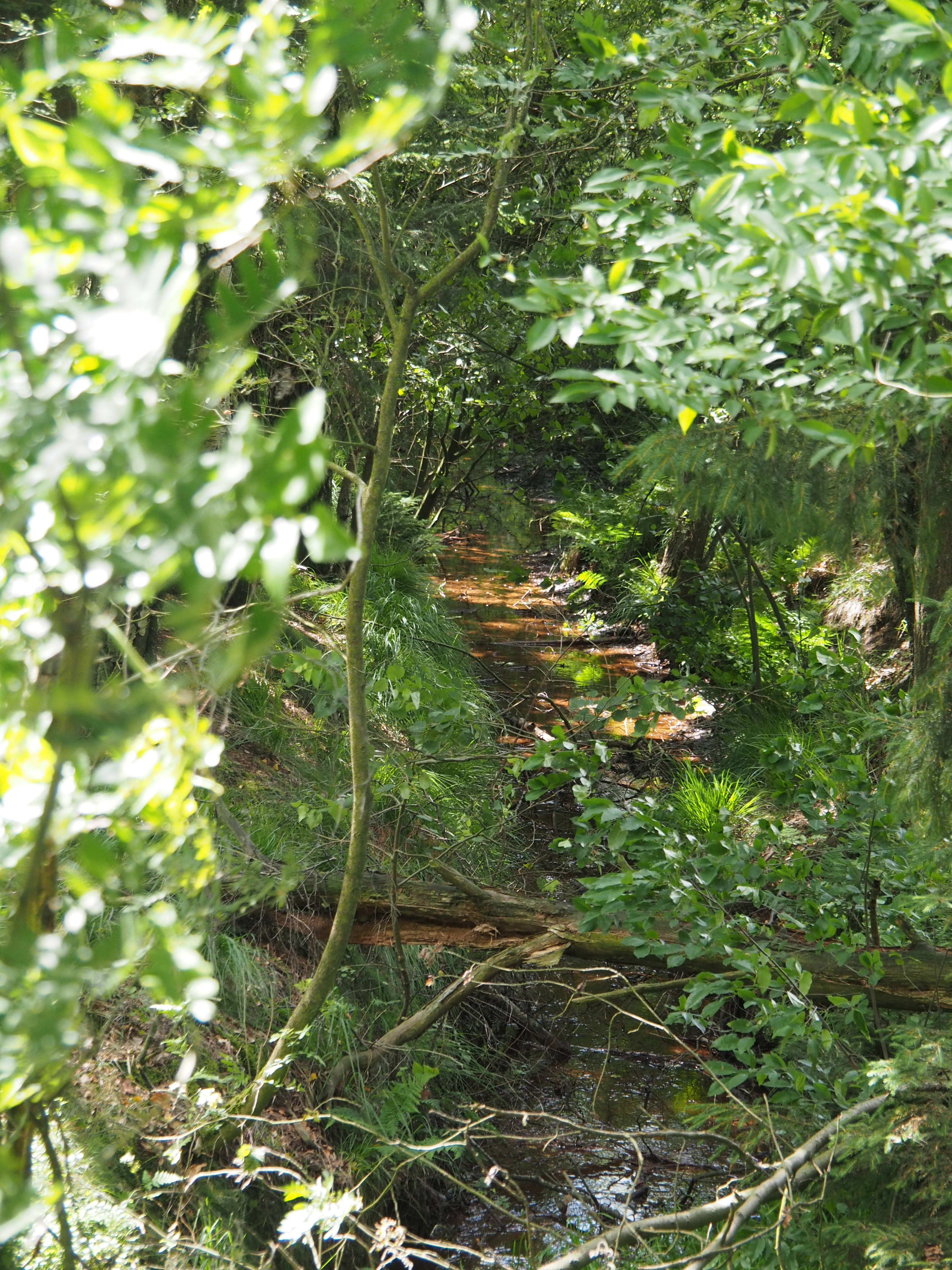
Die Örtze unmittelbar nach verlassen des letzten Munosees

Die Örtze folgt im Wesentlichen einem breiten Urstromtal, das durch Schmelzwasser aus dem saaleeiszeitlichen Inlandeis vor etwa 150.000 Jahren 20 bis 50 Meter tief in die welligen Hochflächen der südlichen Lüneburger Heide eingeschnitten wurde. Der Eisrand deckte sich annähernd mit dem nordöstlichen Rand des Örtze-Einzugsgebiets. Die obere Örtze hat in die Sanderflächen und den etwa vier Kilometer breiten ebenen Talboden des geradlinigen Urstromtals ein eigenes, wesentlich kleineres Tal eingeschnitten.
Das Ursprungsgebiet der Örtze liegt mit mehreren Quellsümpfen auf dem Gelände des Truppenübungsplatzes Munster-Nord. Um Trübstoffe und Sedimente abzufangen, die bei Starkregen von den vegetationsarmen Panzerübungsflächen abgeschwemmt werden, wurden an der Örtze die vier hintereinander liegenden Munoseen angelegt. Zusätzlich wurde an der Ilster, dem eigentlichen Hauptquellfluss der Örtze, ein weiterer Stauteich angelegt. Die Örtze entwässert als größter Fluss der Südheide deren Mittelteil, zwischen der etwas längeren Böhme im Westen und der Ise im Osten, und hat ein relativ starkes Gefälle. In Flussmitte des Unterlaufs beträgt die Strömung etwa 0,71 Meter pro Sekunde, die Wassertiefe 50 cm bis zwei Meter. Es handelt sich um einen so genannten sommerkalten Heidebach.

### Verlauf

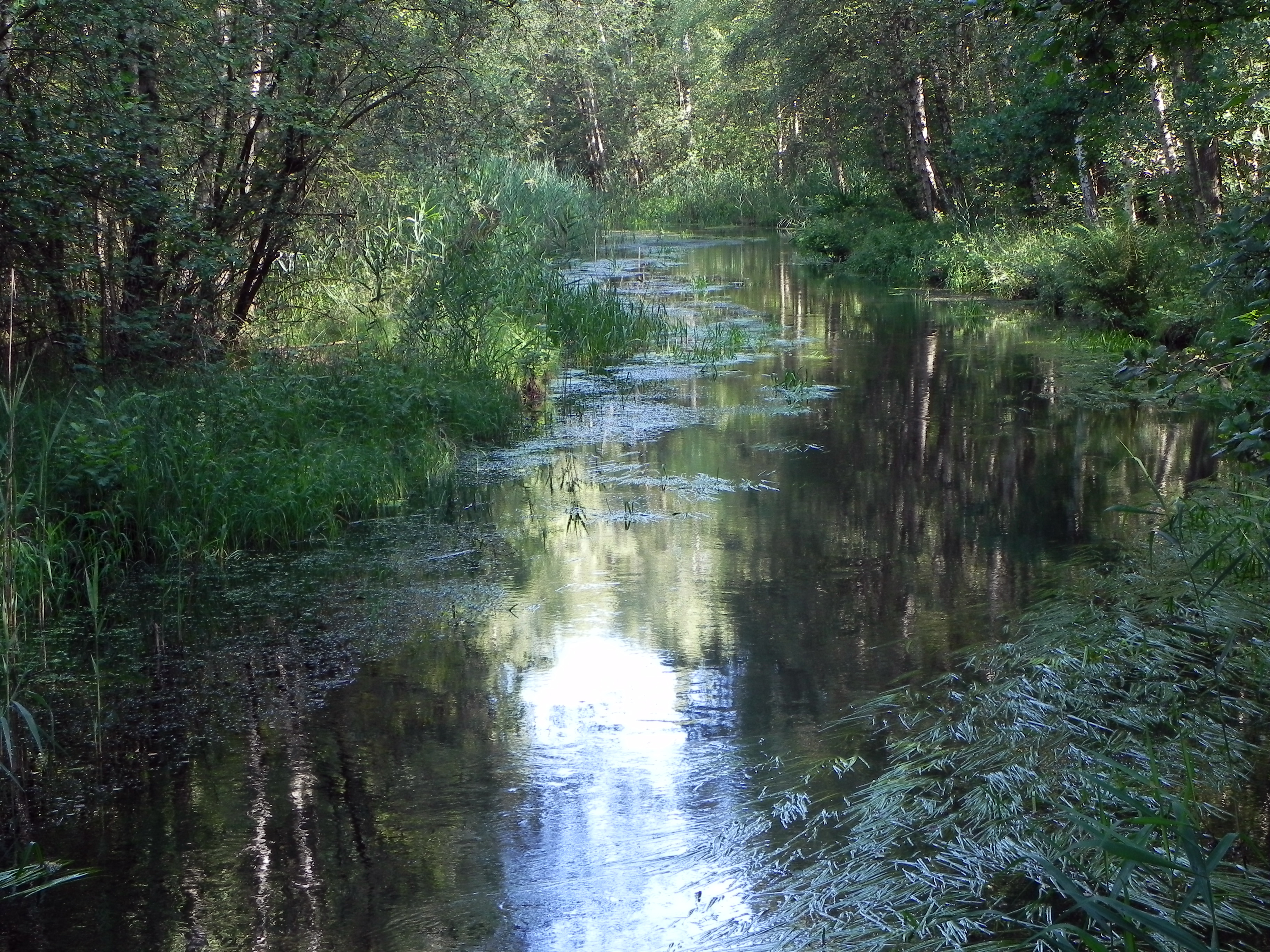
Örtze bei Breloh (nördlich von Munster)

Die Örtze fließt in ihrem ursprünglichen naturnah belassenen Flussbett in südlicher Richtung zunächst an Breloh, einem Ortsteil der Stadt Munster vorbei und danach direkt durch die Stadt Munster (bedeutendster Militärstandort Norddeutschlands) hindurch. Hier wurde der Fluss bereits im 17. Jahrhundert gestaut, um eine Getreidemühle zu betreiben. Westlich der Ortschaft Dethlingen quert sie die Bundesstraße 71 und fließt dann weiter am Ostrand des Truppenübungsplatzes Munster-Süd bis nach Kreutzen, einem weiteren Ortsteil von Munster. Der Fluss mäandert hier in dem Militärbereich in seinem ursprünglichen naturnah belassenen Bett durch teils sumpfiges Moorgelände und Bruchwälder. Südwestlich von Kreutzen fließt von links die Kleine Örtze zu, die nördlich von Oerrel entspringt. Deren Oberlauf fungierte vor seiner Renaturierung als Entwässerungsgraben für das einstige inzwischen aber aufgeforstete Hochmoor. Das schmale Tal wurde 1993 beinahe auf einer gesamten Länge zum Naturschutzgebiet erklärt. In südlicher Richtung weiter kommt die Örtze nach Poitzen und Müden. Im Norden von Müden fließt der Landwehrbach dazu, der durch den Zusammenfluss von der Sothrieth und der Schmarbeck entstand. An diesem Fluss liegt der Ortsteil Schmarbeck und die Gemeinde Faßberg mit ihrem Fliegerhorst. Am Oberlauf der Sothrieth liegen beidseits zahlreiche frühere Kieselgur-Gruben.
Im Südwesten von Müden mündet von rechts die Wietze ein, die dem Heideort Wietzendorf ihren Namen gab. Die Wietze ist ihr größter Nebenfluss. Sie entspringt zwischen Soltau und Munster, und mit der Aue, ihrem wiederum größten Nebenbach, übertrifft sie die Örtze um gut fünf Kilometer an Länge. 
An den ursprünglichen Rieselwiesen vorbei fließt sie nach Baven, wo von rechts die Brunau einmündet und weiter nach Hermannsburg (bekannt geworden durch die Hermannsburger Mission). Im Norden von Hermannsburg kommt von links der Weesener Bach dazu. Die Örtze fließt dann in südlicher Richtung weiter nach Oldendorf und Eversen. Vor Eversen mündet von rechts der Mühlenbach ein, der aus Sülze kommt. In diesem Ort wurde vom 14. bis 19. Jahrhundert die Sülzer Saline betrieben. Im weiteren Verlauf kommt die Örtze nach Wolthausen. Hier versperrt ein Mühlenwehr den Flusslauf. In Wolthausen quert der Fluss die Bundesstraße 3. Hinter Wolthausen zweigt nach rechts der Örtzekanal ab. Im Osten von Winsen (Aller) mündet die Örtze in die Aller.

## Hydrologie
Da die Örtze von Ausbaumaßnahmen weitgehend verschont geblieben ist, blieb hier ein naturnaher Lebensraum erhalten. Die Wasserqualität hat durchgehend die Gewässergüteklasse II: mäßig belastet (betamesosaprob). Schwarzerlen, Kiefern und Fichten am Ufer sorgen für Schatten. Dadurch bleibt das Wasser im Sommer kühl und der Sauerstoffgehalt hoch. Die Örtze ist relativ nährstoffarm, sie hat eine geringe Belastung durch Nitrate und Schwermetalle. Ihr Lauf ist teilweise mäandrierend und strukturreich und bietet mit einzelnen Steilufern, Vertiefungen, Kies- und Sandbänken Verstecke und Laichmöglichkeiten.
Die geklärten Abwässer der Zentralkläranlagen von Munster, Hermannsburg und Eversen werden direkt in die Örtze geleitet. Die Anlagen von Wietzendorf und Faßberg leiten diese indirekt über die Wietze beziehungsweise den Landwehrbach zur Örtze. Das Faßberger Klärwerk erhält zusätzlich über eine Druckrohrleitung die Abwässer der Gemeinde Unterlüß.

## Fauna und Flora

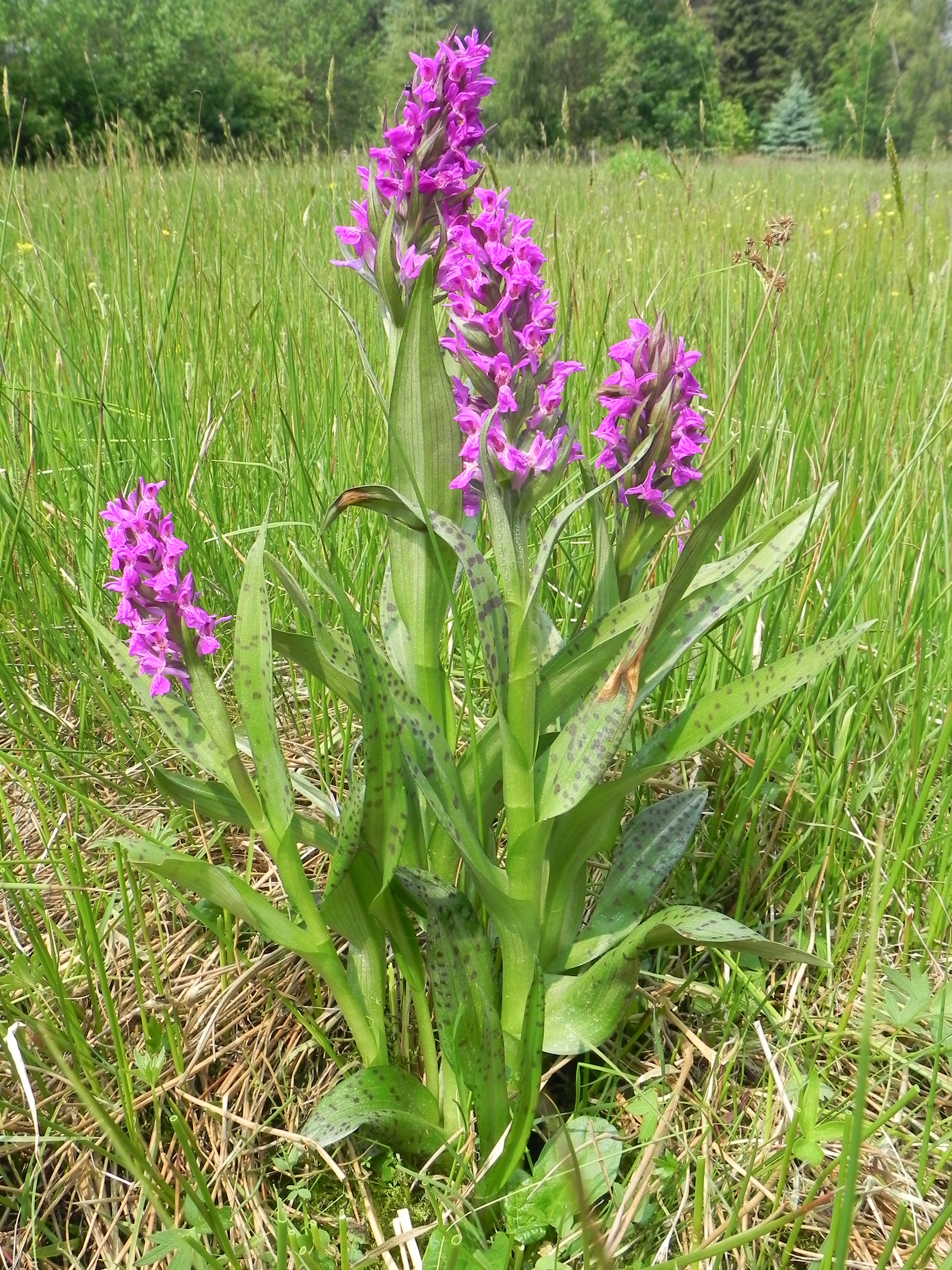
Breitblättriges Knabenkraut im Örtzetal

Im Ober- und Mittellauf des Flusses findet man das Wechselblütige Tausendblatt (Myriophyllum alterniflorum) das in Niedersachsen auf der Roten Liste gefährdeter Arten als „stark gefährdet“ (Gefährdungskategorie 2) geführt wird.
Außerdem findet man den Schild-Wasserhahnenfuß (Ranunculus peltatus) und den Haken-Wasserstern (Callitriche hamulata). Im Mittellauf ist der Flutende Wasserhahnenfuß (Ranunculus fluitans) und der Einfache Igelkolben (Sparganium emersum) verbreitet.
In den Feuchtwiesen des Flusstales haben sich teilweise seltene Pflanzenarten erhalten. Man findet hier zum Beispiel noch das Breitblättrige Knabenkraut (Dactylorhiza majalis), Geflecktes Knabenkraut (Dactylorhiza maculata), Kleines Zweiblatt oder Herz-Zweiblatt (Listera cordata), Lungen-Enzian (Gentiana pneumonanthe), Wald-Läusekraut (Pedicularis sylvatica) und Sumpfdotterblumen (Caltha palustris). Alles geschützte Pflanzen nach der Bundesartenschutzverordnung. Auf der Roten Listen sind diese als „gefährdet“ oder zum Teil „stark gefährdet“ eingestuft. Weiter wachsen hier unter anderem Schlangenknöterich (Bistorta officinalis), Kuckucks-Lichtnelken (Lychnis flos-cuculi), Scharfer, Kriechender und Brennender Hahnenfuß (Ranunculus), Quell-Sternmiere (Stellaria alsine), Ehrenpreis (Veronica), Gundermann (Glechoma hederacea), Kriechenden Günsel (Ajuga reptans), Sumpf-Vergissmeinnicht (Myosotis scorpioides) und Kahler Frauenmantel (Alchemilla glabra). Verschiedene Seggen-Arten, wie Sumpfsegge (Carex acutiformis), Schlank-Segge (Carex acuta), Wiesensegge (Carex nigra), Walzensegge (Carex elongata) und Schnabelsegge (Carex rostrata) haben sich angesiedelt. Am Ufer blüht die gelbe Sumpf-Schwertlilie (Iris pseudacorus).
An Fischen und Tieren sind vorhanden:
Aal (Anguilla anguilla) und Aalraupe oder Quappe (Lota lota), Äsche (Thymallus thymallus), Bachforelle (Salmo trutta forma fario), Bachneunauge (Lampreta planeri), Brachsen oder Blei (Abramis brama), Elritze (Phoxinus phoxinus), Flussbarsch (Perca fluviatilis), Gründling oder Greßling (Gobio gobio), Hecht (Esox lucius), Mühlkoppe oder Groppe (Cottus gobio), Plötze oder Rotauge (Leuciscus rutilus), Rotfeder (Scardinius erytrophthalmus) und der Steinbeißer (Contis taenia).
Der gefährdete und schützenswerte Fischotter hat hier einen der Verbreitungsschwerpunkte in Niedersachsen. Der Eisvogel lebt hier. Der Wachtelkönig hält sich zeitweise in den extensiv genutzten Brachwiesen im Flusstal auf. Auf den nicht bewirtschafteten naturbelassenen Feuchtwiesenflächen findet man die Zwergmaus (Micromys minutus). Dem Weißstorch (Ciconia ciconia) dient das Grünland als Nahrungshabitat. Der Amerikanische Flusskrebs (Kamberkrebs) breitet sich in der Örtze stark aus. Durch die von ihm eingeschleppte Krebspest, gegen die er selbst immun ist, verdrängt er die ursprüngliche Krebsfauna. Der Europäische Flusskrebs (Astacus astacus) ist aber seit einigen Jahren in kleinen Stückzahlen wieder heimisch.

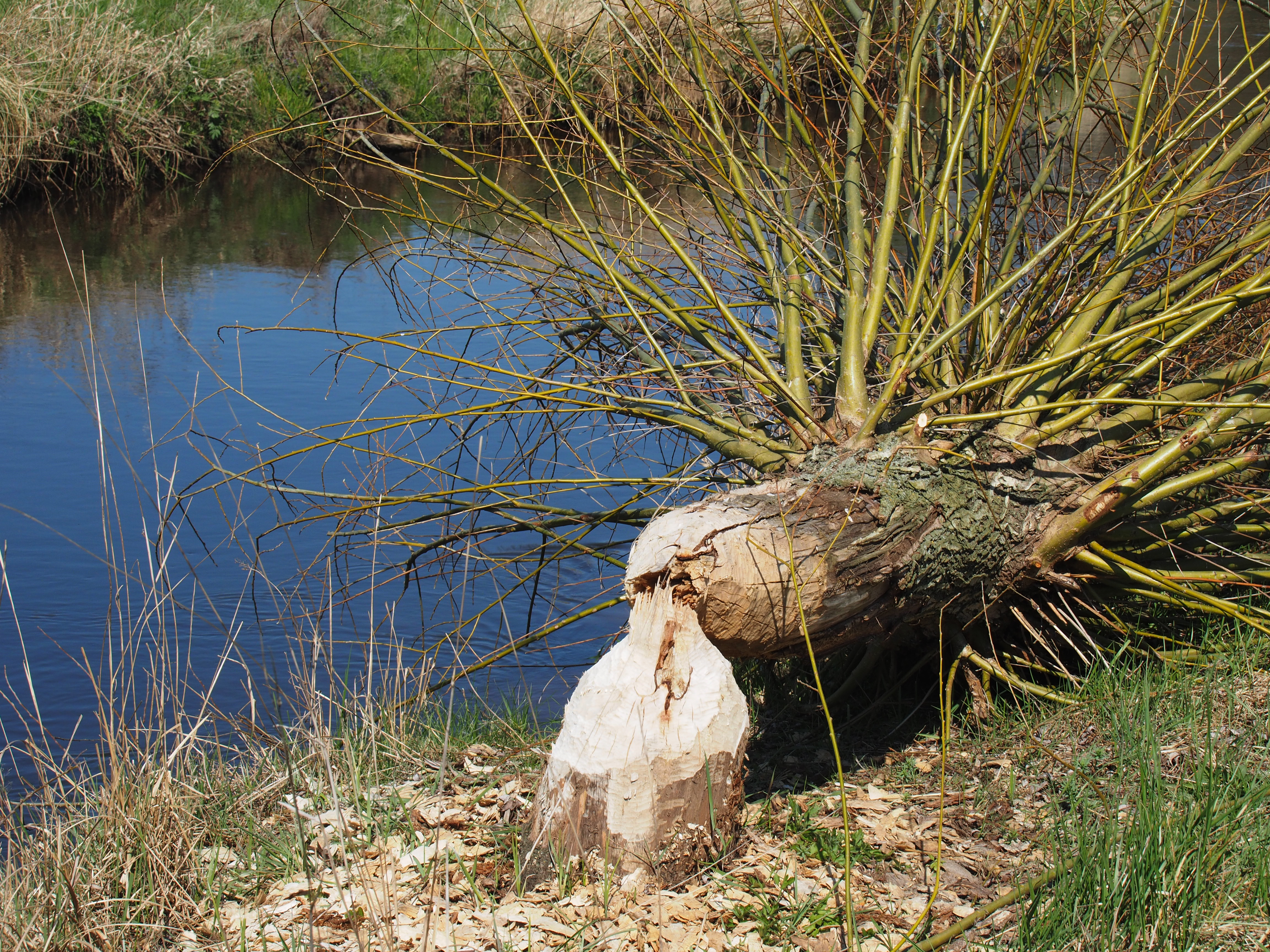
Eine vom Biber gefällte Weide am Ufer der Örtze

An fließgewässertypische Libellenarten kommen die Blauflügel-Prachtlibelle (Calopteryx virgo), die Zweigestreifte Quelljungfer (Cordulegaster boltoni), die Gemeine Keiljungfer (Gomphus vulgatissimus), die Grüne Keiljungfer (Ophiogomphus serpentinus/cecilia) und die Kleine Binsenjungfer (Lestes virens) vor.
Der Biber (Castor fiber) hat sich an der Örtze angesiedelt. Im Frühjahr 2016 wurden erstmals Fraßspuren an einigen Weiden am Ufer des Flusses gefunden. Inzwischen wurde eine Biberburg an einem Teich nahe der Örtze entdeckt. Er besiedelt mittlerweile die Örtze von der Mündung in Wolthausen bis zur Landkreisgrenze bei Poitzen.

## Wassermühlen, Wehre und Fischwege
Seit 1766 ist in der Örtze der Lachsfang nachgewiesen. 1935 wurden hier die letzten Lachse gefangen. Seit 1982 wird mit neuem Lachsbesatz eine Wiederansiedlung versucht. Durch Stauwehre wird aber die notwendige ungestörte Wanderung von Kleintieren und Fischen bachaufwärts unterbrochen und verhindert. Die Laichwanderungen der Bachforellen und Lachse wird dadurch auch unterbunden.

### Wassermühle Munster

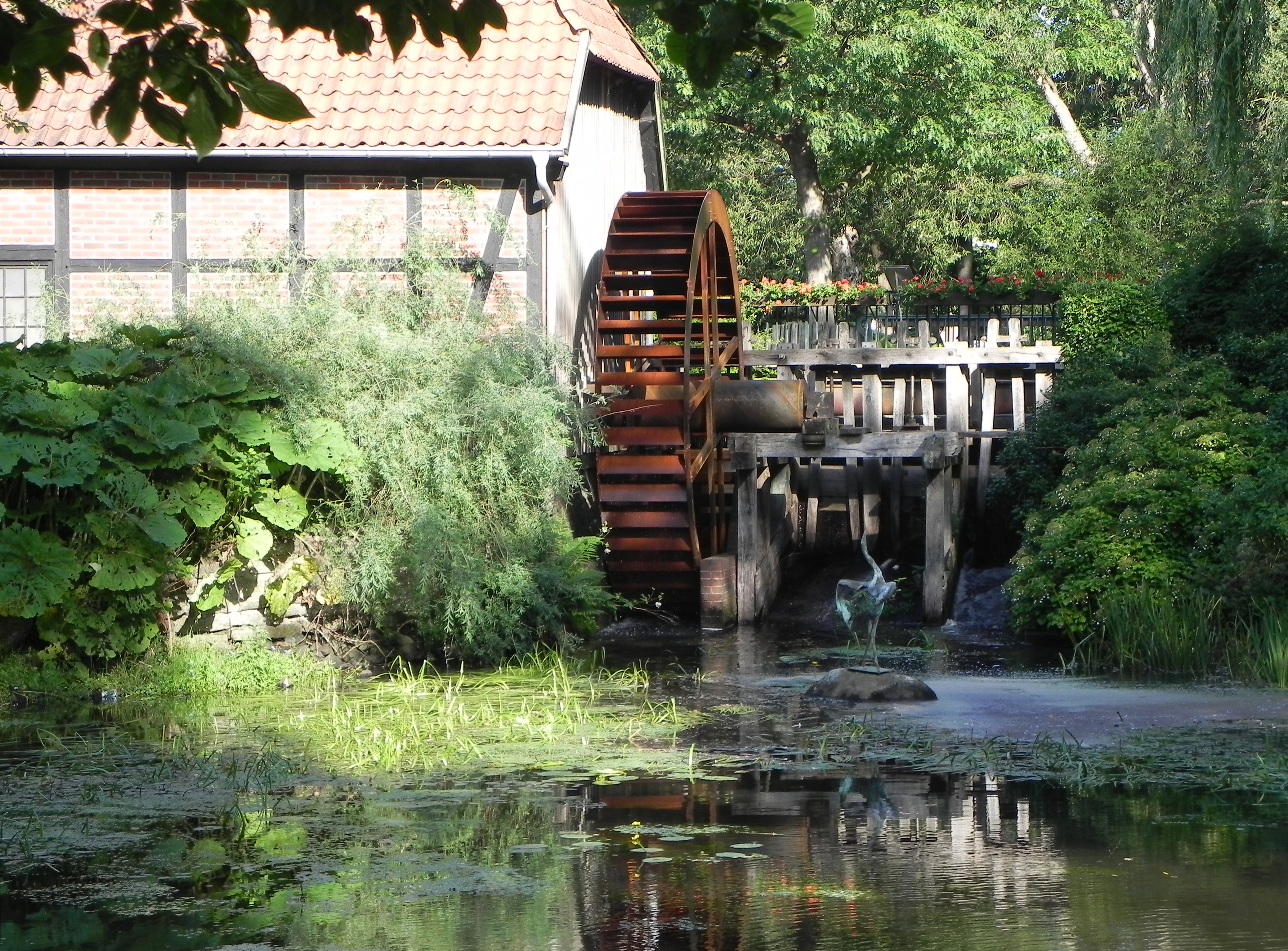
Wassermühle in Munster

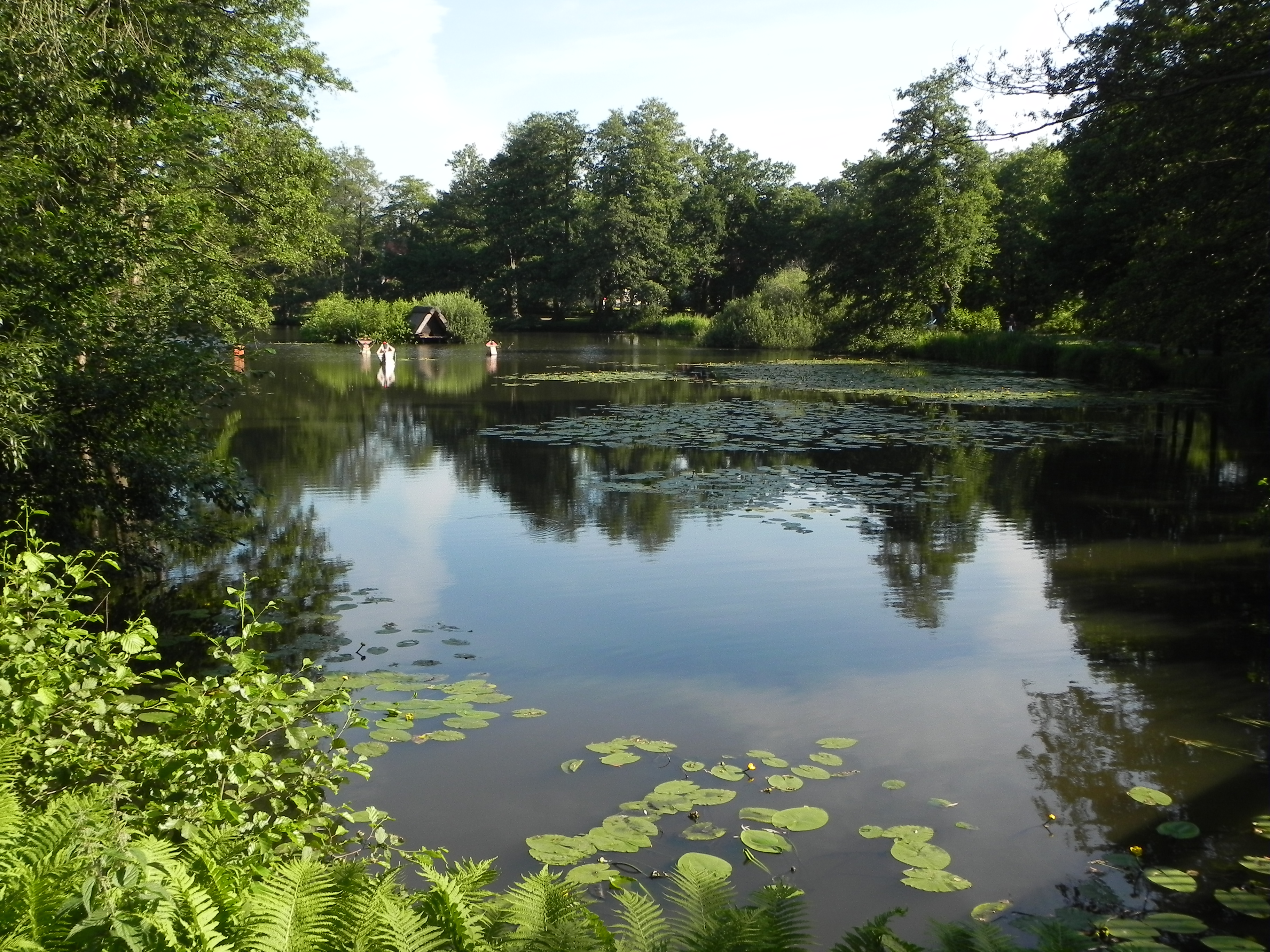
Mühlenteich in Munster

Im Zentrum der Stadt Munster liegt die Wassermühle, die erstmals 1556 erwähnt wurde. Vermutlich Anfang des 17. Jahrhunderts erhielt sie ein unterschlächtiges Wasserrad mit einem Kropfgerinne, sowie einen Mahlgang. Als erster Müller ist namentlich ein Hans Poitzmann bekannt. Ab 1784 führte ein Peter Gerdau die Mühle weiter, die er 1820 an seinen Sohn übergab. Dieser baute 1820 zusätzlich einen Schrotgang eine Ölmühle und ein zweites Wasserrad ein. 1847 wurde die Mühle wegen Überschuldung verkauft. Es gab immer wieder Ärger mit den Wiesenbesitzern an der Örtze, weil der Mühlenteich in Munster zu hoch aufgestaut wurde. 1919 starb ein Müller, als er mit seiner Jacke in die Zahnräder des Mühlengetriebes geriet. Nach 1945 verschlammte die Örtze durch die Abwässer des Truppenübungsplatzes so stark, dass der Betrieb eines Wasserrades nicht mehr möglich war und 1949 eingestellt wurde. Die Schrotmühle erhielt einen elektrischen Antrieb. 1968 wurde der Mühlenteich vom angeschwemmten Schlamm befreit. Der vorgesehene Einbau einer Turbine scheiterte aber an den zu geringen Abflusswerten der Örtze. 1975 erwarb die Stadt Munster die Mühle und das wasserrechtlich genehmigte Staurecht. 1987/88 wurde eine Renovierung vorgenommen. Ein neues unterschlächtiges Wasserrad aus Holz wurde eingebaut, das 2011 durch ein Wasserrad aus Stahl ersetzt wurde. Dieses hat einen Durchmesser von 5 m, eine Schaufelbreite von 1 m und besitzt 48 Schaufeln. Die Drehzahl beträgt 3–25/min. Zwei funktionstüchtige Mahlwerke (Schrot und Mehl) und ein Sichter sind zu besichtigen und werden an den Mahl- und Backtagen eingesetzt. Der Einsatz eines Stromgenerators ist wieder in Planung.

### Sültinger Mühle

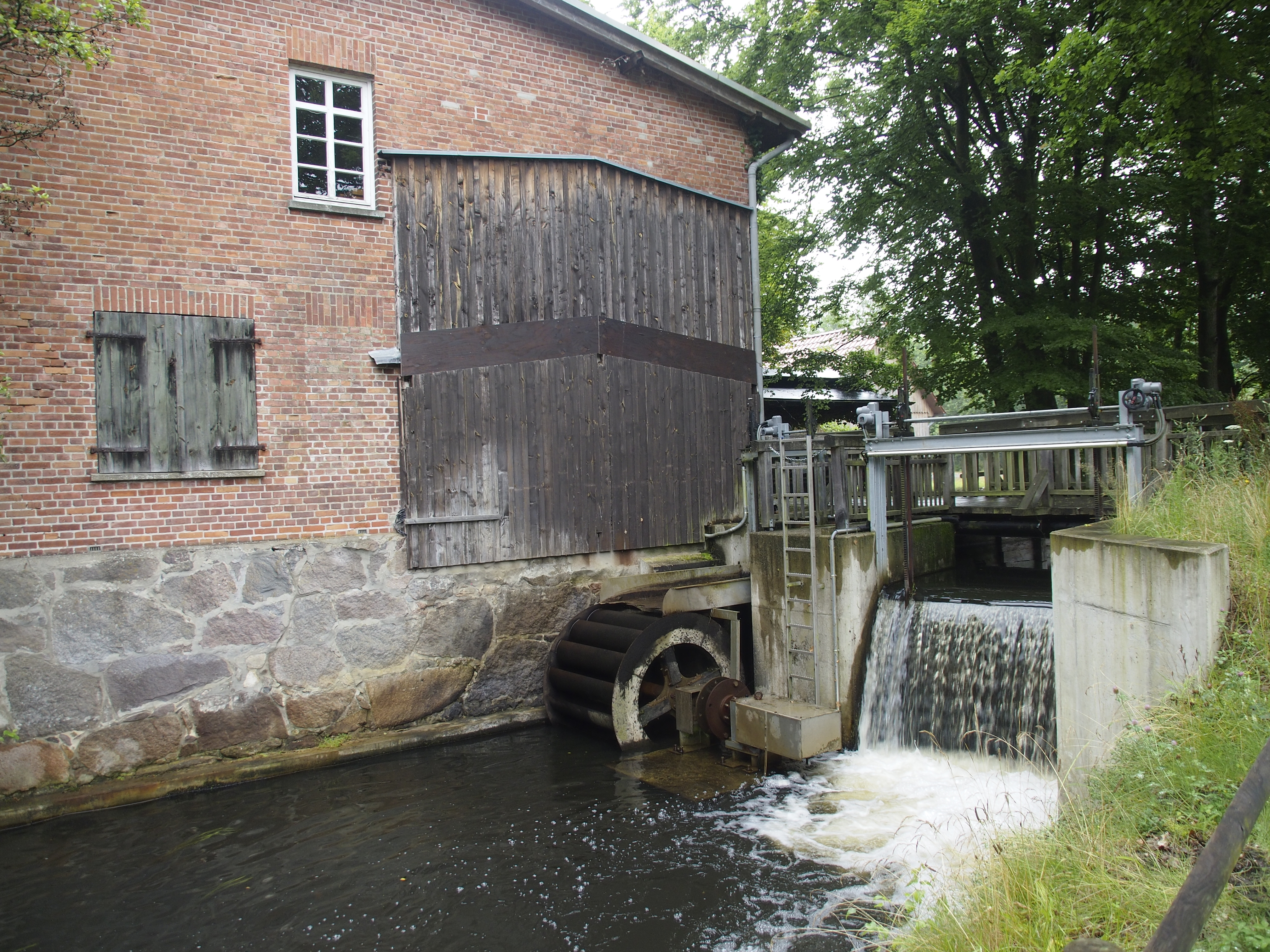
Sültinger Mühle mit Stauwehr und Wasserrad

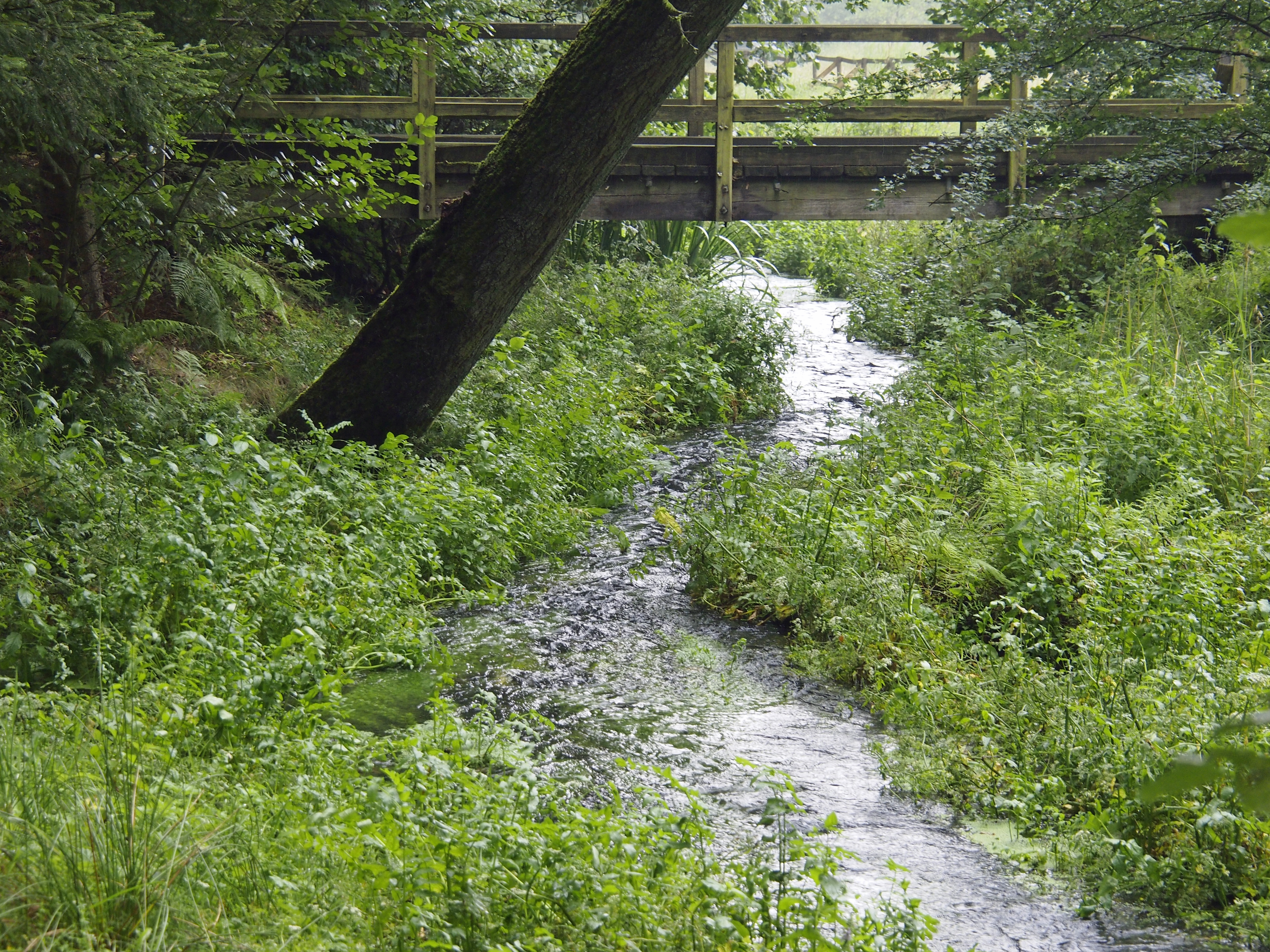
Sohlgleite an der Sültinger Mühle

Auf dem Gelände des Truppenübungsplatzes Munster-Süd befand sich das Dorf Sültingen. Im Rahmen der Erweiterung des Platzes musste es 1937 weichen. Aus Sicherheitsgründen wurden 1956 sämtliche Gebäude, einschließlich der Schule des Dorfes abgerissen. Als einziges Gebäude blieb die “Sültinger Mühle” erhalten, die bis 1900 durch ein Holzwasserrad angetrieben wurde. Bis zum Ersten Weltkrieg betrieb die Familie Winkelmann, deren Bauernhof 1381 erstmals urkundlich erwähnt wurde und seit 300 Jahren im Besitz der Familie war, die an der Örtze gelegene Wassermühle. 1934 wurde hier eine Wasserturbine eingebaut. 2008 wurde die heutige Wehranlage, mit einer Stauhöhe von 1,90 m erbaut und 2009 eine neue Wasserkraftanlage in Betrieb genommen. Das Wasserrad mit einem Durchmesser von 1,80 m und arbeitet mit ca. 11/min (Umdrehungen pro Minute). Der Wasserdurchfluss beträgt 225 l/s. Die Anlage leistet 4 kW, sie speist jährlich ca. 8.700 kWh in das Stromnetz ein.
1998/99 wurde im Bereich der Sültinger Mühle eine flache Sohlgleite mit Umfluter erbaut, um den Fischen und anderen Wasserlebewesen eine Möglichkeit zu geben flussaufwärts zu ziehen. Die Sohlbreite beträgt 0,50 m und die Sohltiefe 0,25 m. Bei einem Gefälle von 1 % beträgt der Wasserabfluss 0,25 m³/s.

### Mühle und Fischweg in Müden

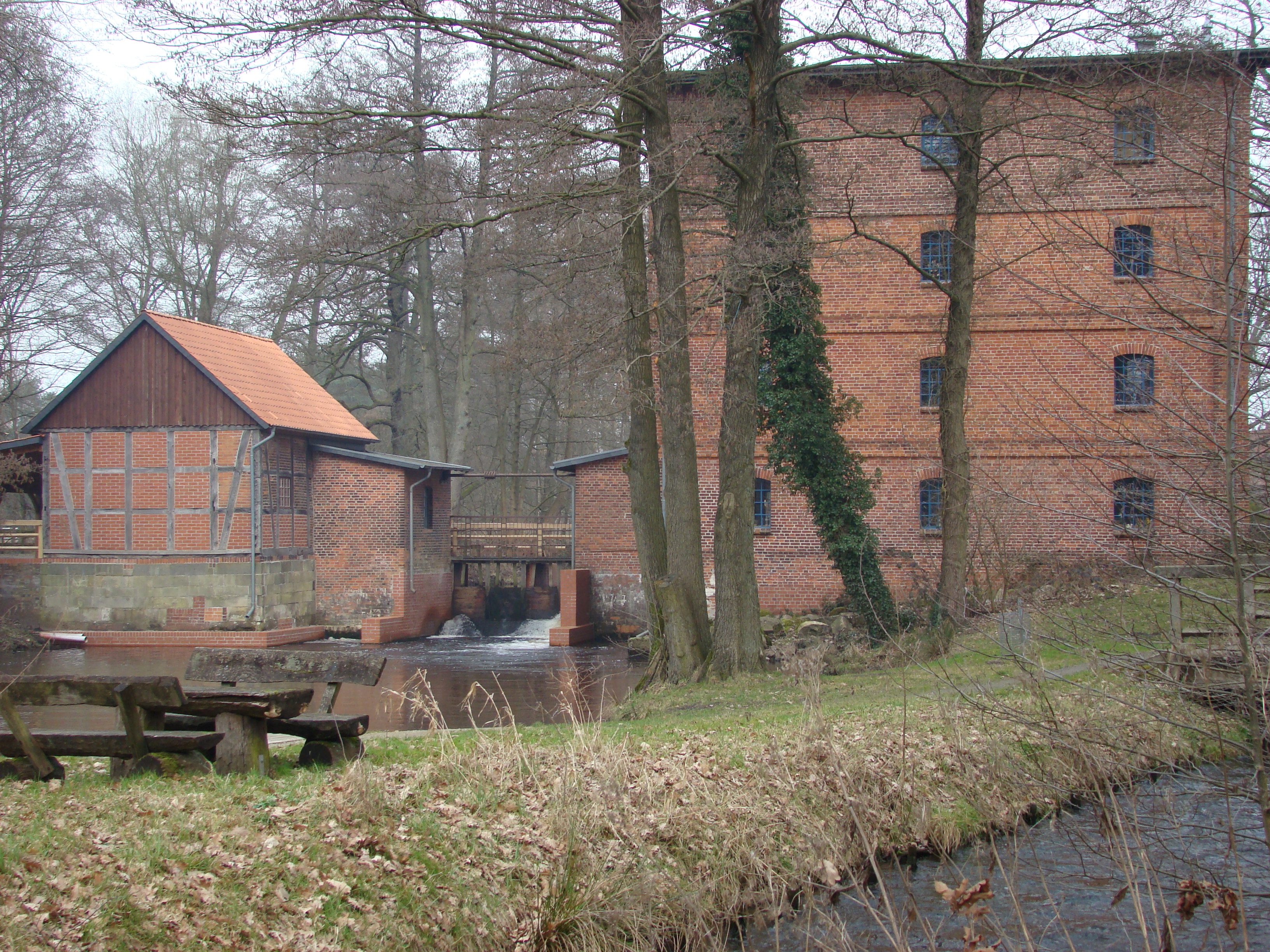
Mühle in Müden

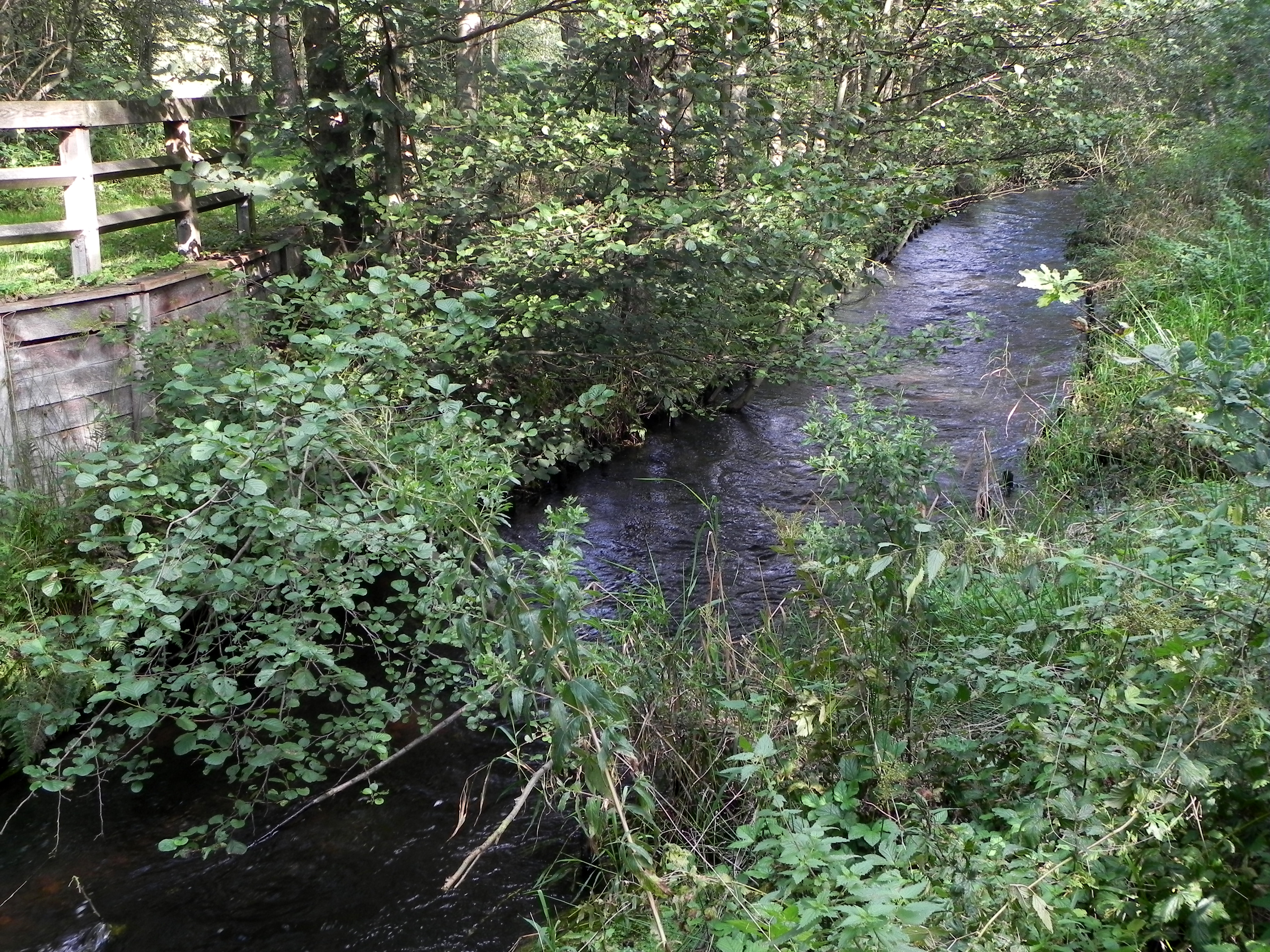
Umlaufgerinne in Müden

Es ist urkundlich nachgewiesen, dass schon 1438 an der Örtze eine Kornmühle stand, die durch Wasserkraft angetrieben wurde. 1465 erhielt der „Ole Müller“, Besitzer des Müllerhofes Müden Nr. 1, vom Herzog Wilhelm I. zu Braunschweig-Lüneburg das hoheitliche Mühlenprivileg. Um 1621 wurde die Getreidemühle um eine, ebenfalls durch ein Wasserrad betriebene, Sägemühle erweitert, die an das jenseitige Ufer der Örtze verlegt wurde, an der noch das mehrstöckige Mühlengebäude aus dem Jahre 1913 steht. Beim Bau dieses Mühlengebäudes wurde eine Francis-Schachtturbinen mit einer Leistung von 45 PS eingebaut, die die Getreidemühle antrieb. Diese Turbine existiert noch, ist aber wegen des hohen Geräuschpegels nicht mehr in Betrieb. Auch die Sägemühle erhielt eine Francisturbine mit einer Leistung von 7 kW. Die Sägemühle wurde bis in die 1950er Jahre betrieben, die Getreidemühle war noch bis 1965 in Betrieb. Danach diente das alte Mühlengebäude bis 1973 noch als Lagergebäude. Von 1993 bis 1997 wurde das Gebäude saniert, es beherbergt heute die Touristinformation, eine Bücherei, ein Trauzimmer und Ausstellungsräume. Von den zwei in einem Nebengebäude installierten Francis-Schachtturbinen ist die kleinere von 7 kW hute wieder in Betrieb und erzeugt über einen Generator pro Tag ca. 100–130 kWh Strom. In erster Linie wird dieser zur Selbstversorgung des Mühlengebäudes genutzt. Der überschüssige Strom wird in das öffentliche Netz eingespeist.
Um das Stauwehr an der Mühle in Müden wurde im Sommer 1995 ein Umlaufgerinne geschaffen, das die Aufwanderung in die oberhalb liegenden Gewässerstrecken wieder ermöglicht.

### Wehr in Wolthausen

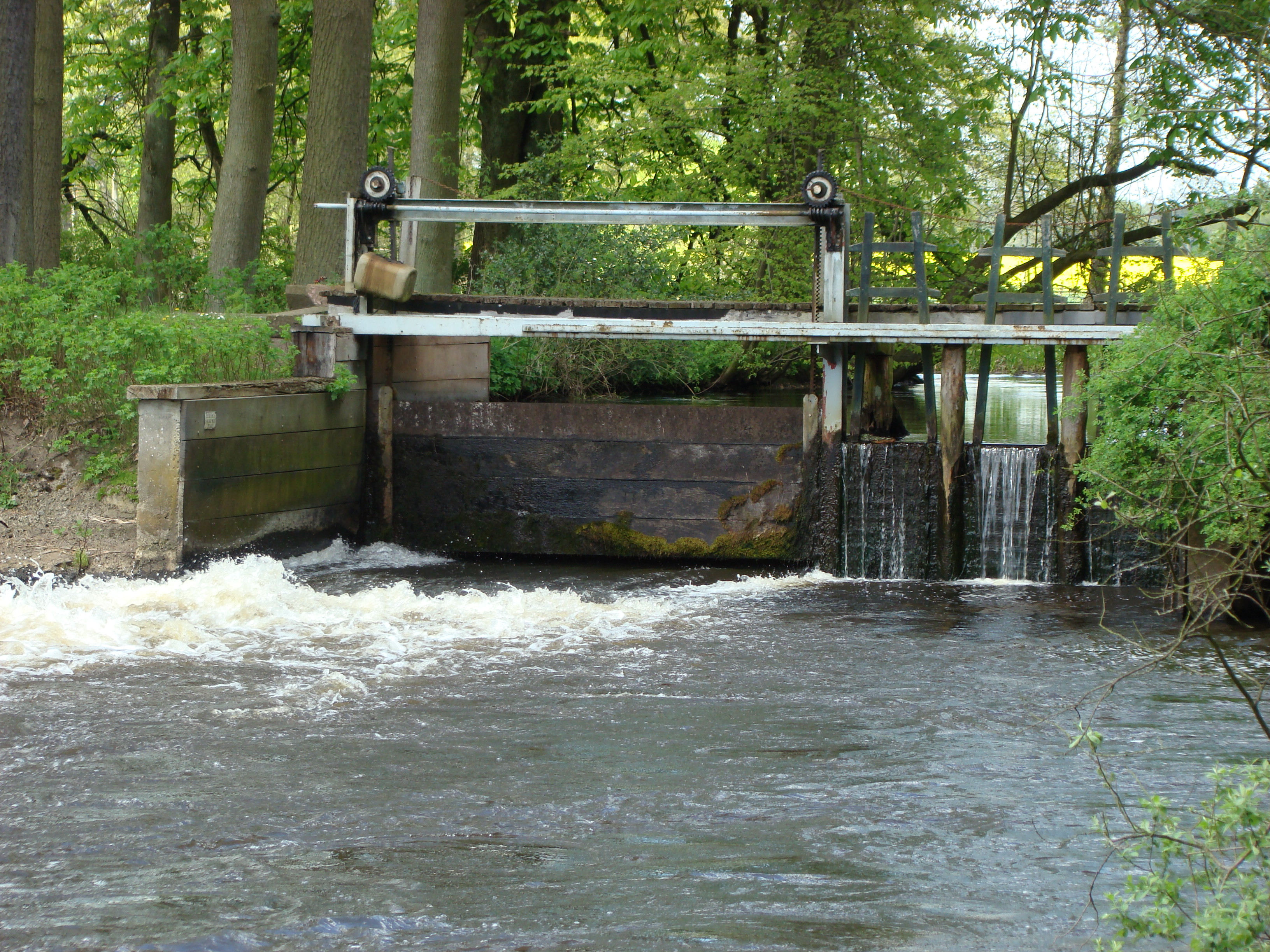
Stauwehr in Wolthausen

Das Stauwehr in Wolthausen stellte bis August 2012 das letzte Hindernis für die stromaufwärts ziehenden Fische und Kleintiere dar. Vom 16. Jahrhundert bis 1960 trieb hier die Örtze das Wasserrad einer Getreidemühle an. Neben dem Wasserrad läuft eine Francis-Turbine mit Generator zur Stromerzeugung. Inzwischen ist eine Fischtreppe mit zehn Stufen, rund 1 m breit und etwa 17 m lang, mit einer Gesamtfallhöhe von 1,20 m, geeignet auch für wirbellose Kriechtiere, angelegt worden. Die untere Wasserbehörde des Landkreises Celle hatte das Bauwerk Ende 2010 nach § 68 Wasserhaushaltsgesetz (WHG) genehmigt. Der Durchfluss beträgt 140 bis 300 l/s bei einer Strömungsgeschwindigkeit von ca. 1,16 m/s. Die Gesamtkosten betrugen etwa 35.000 Euro. BINGO!-Die Umweltlotterie des Norddeutschen Rundfunks fördert das Projekt in Höhe von 15.000 Euro.

Bilder vom Flusslauf
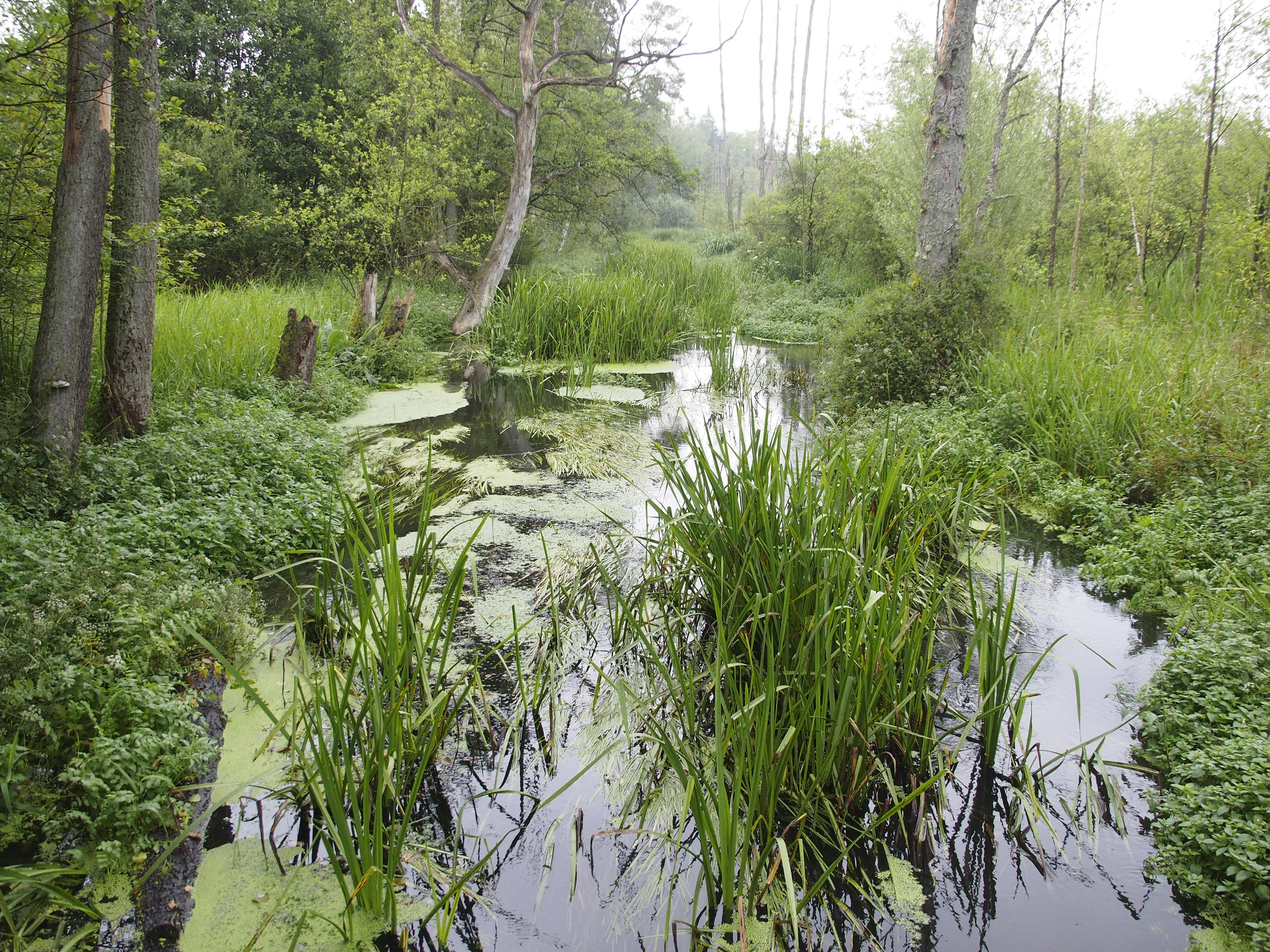
Natürlicher Flusslauf bei Sültingen
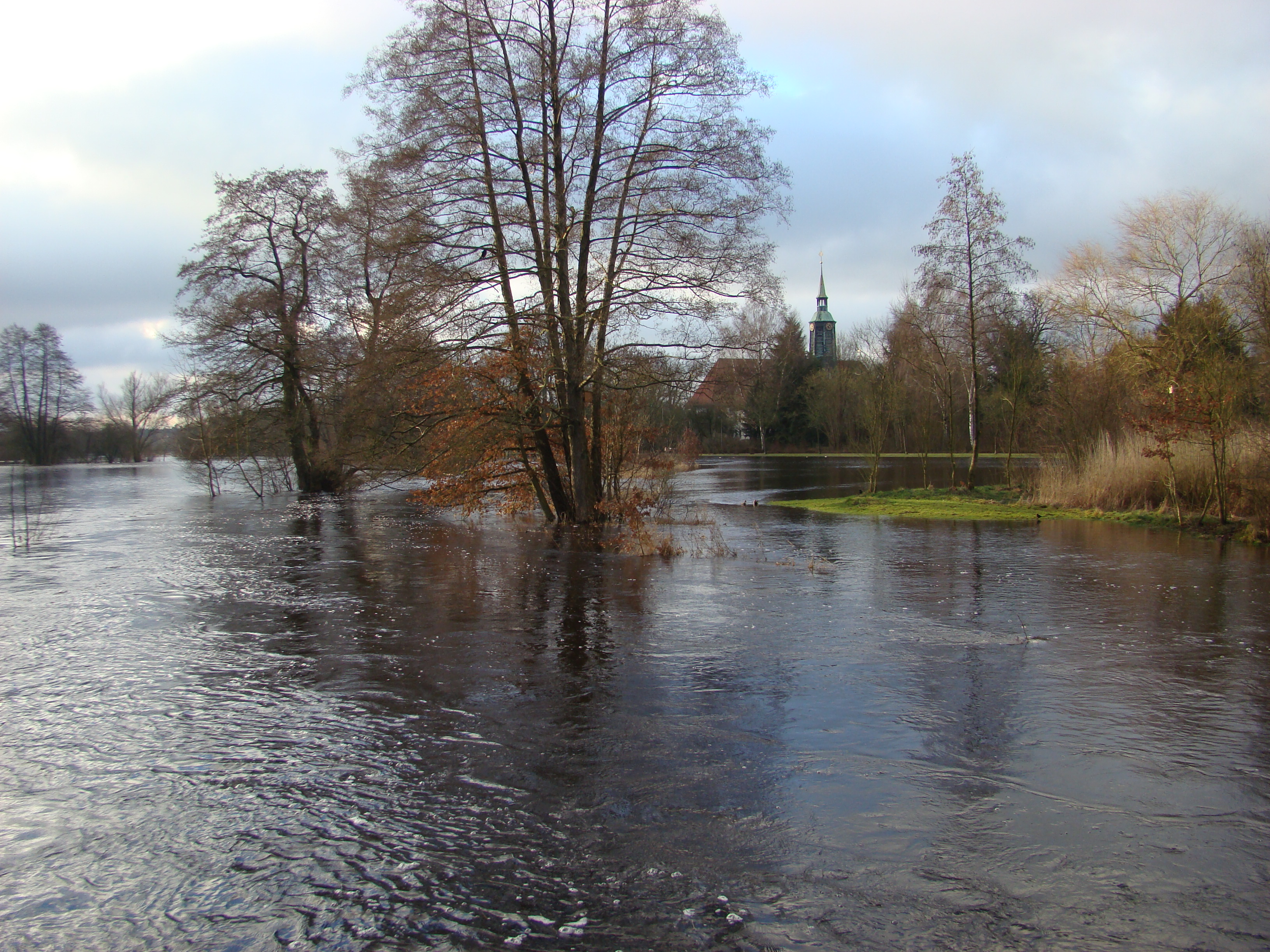
Örtzepark in Hermannsburg, regelmäßig im Frühjahr trat die Örtze über die Ufer
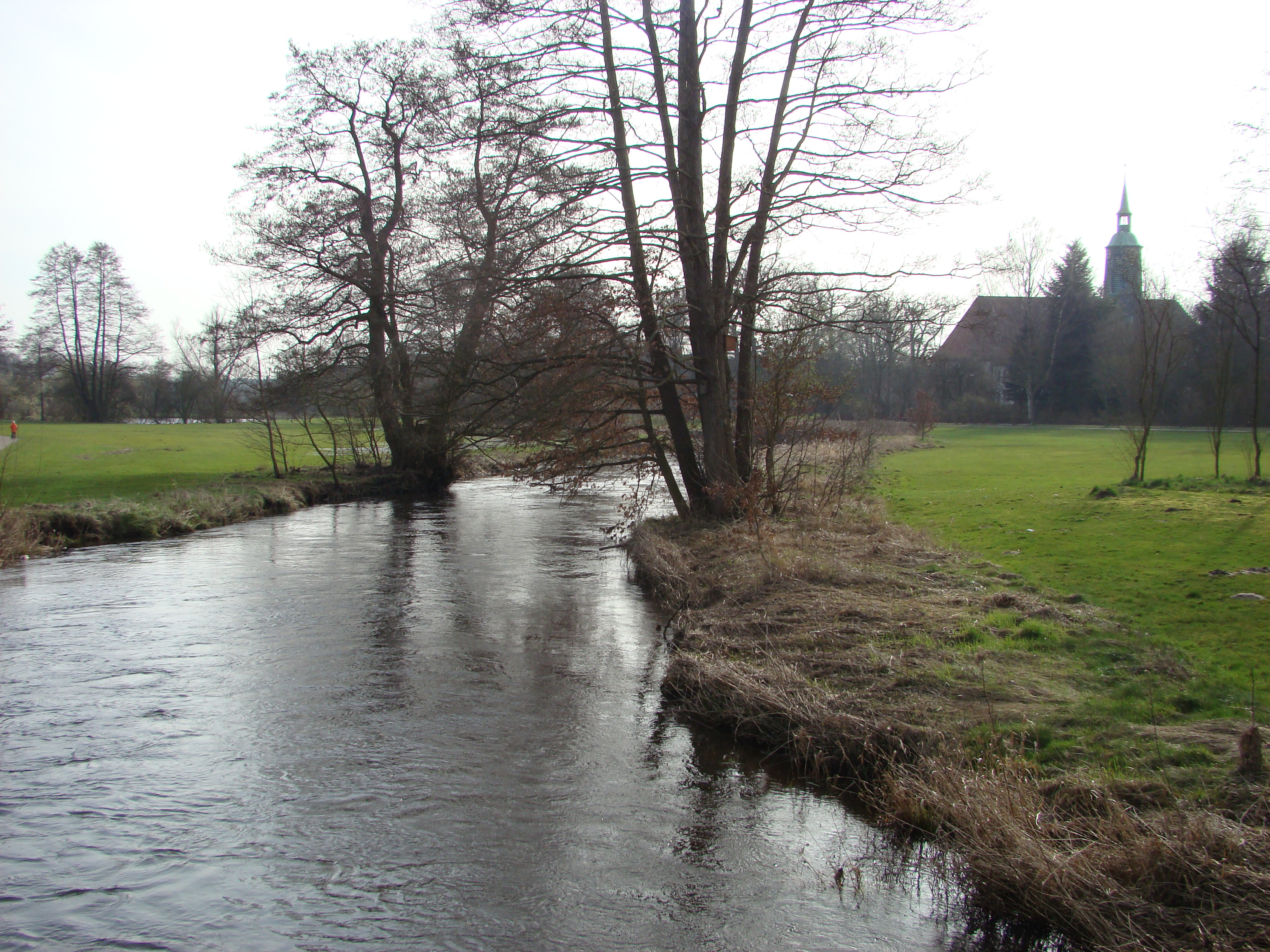
Örtzepark in Hermannsburg bei Normalwasserstand
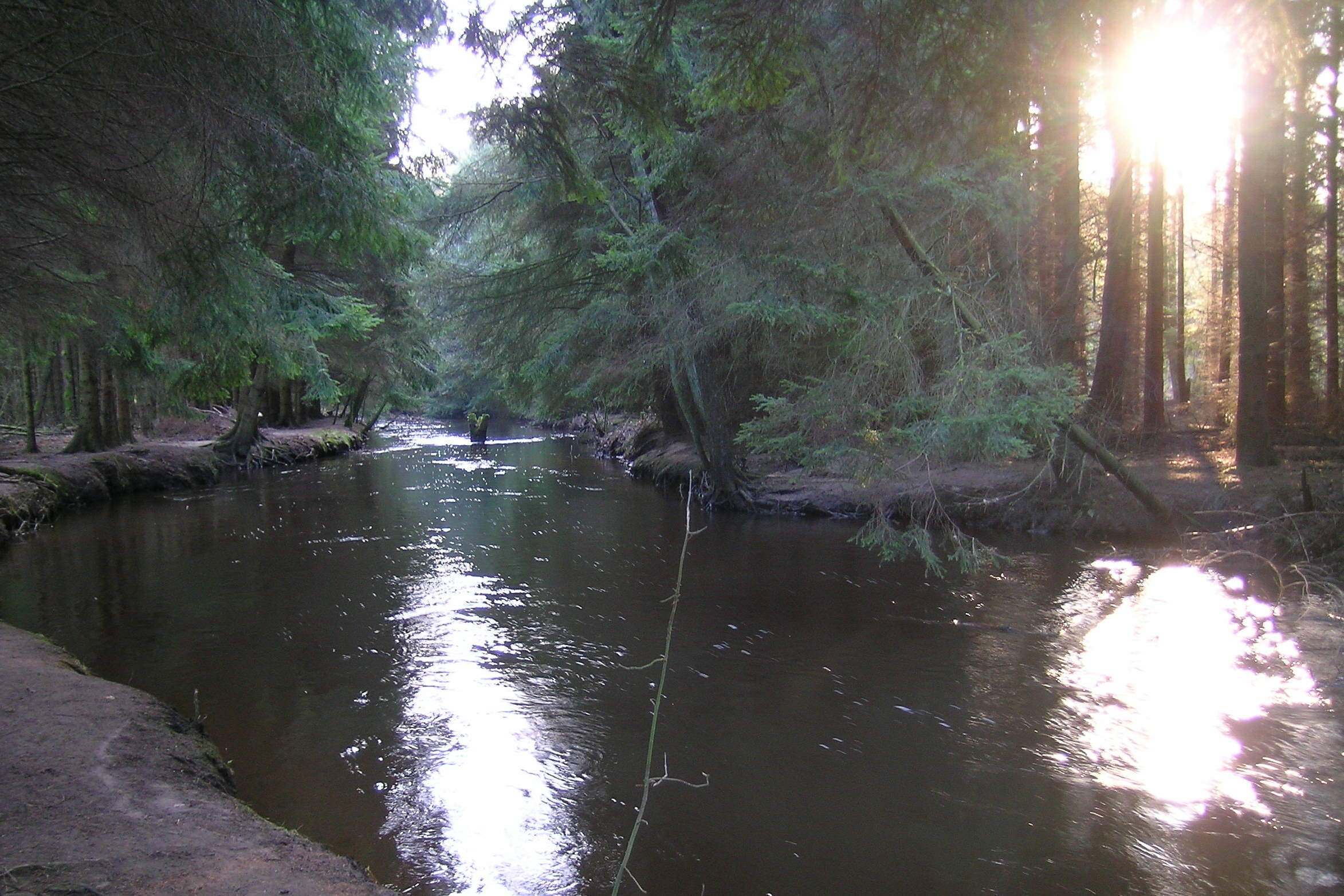
Örtze im Fichtenwald bei Hermannsburg
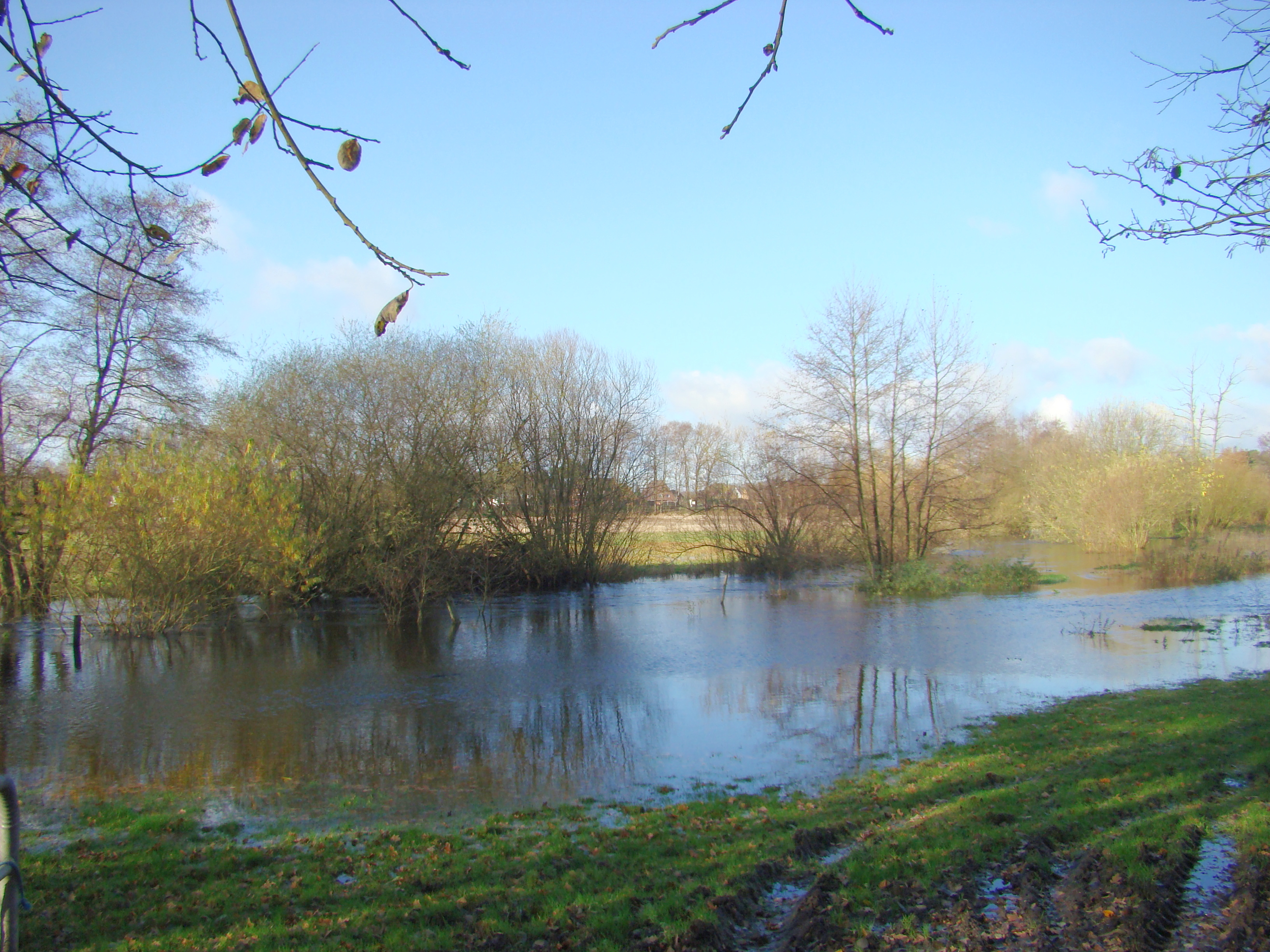
Überschwemmte Örtzewiesen
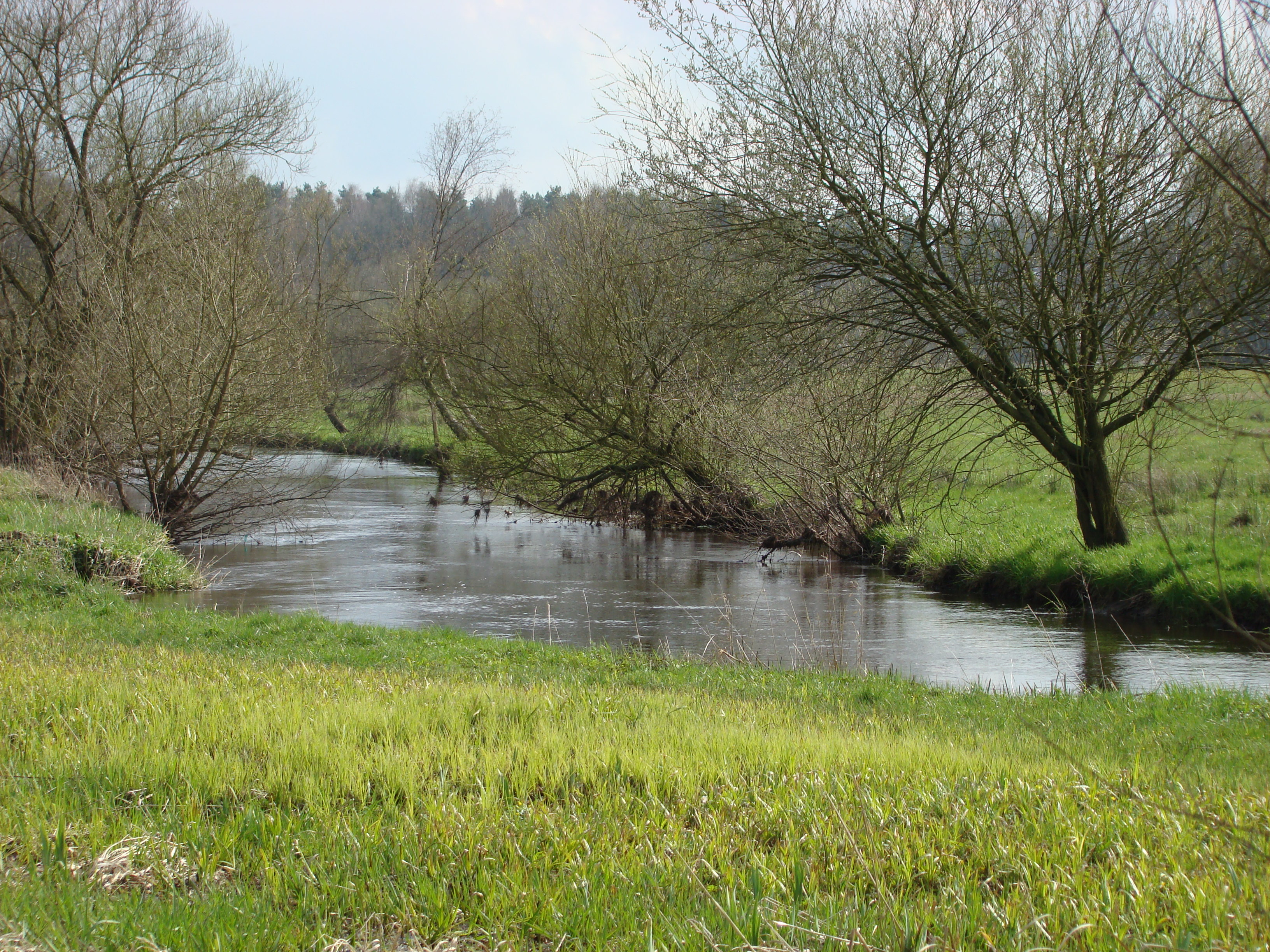
Örtzewiesen bei Oldendorf
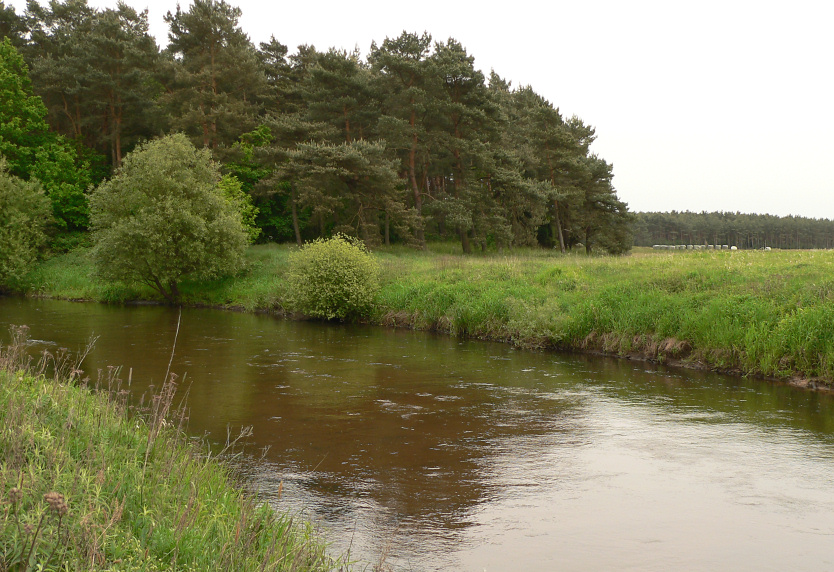
Im sandigen und flachen Bett unmittelbar vor der Mündung in die Aller
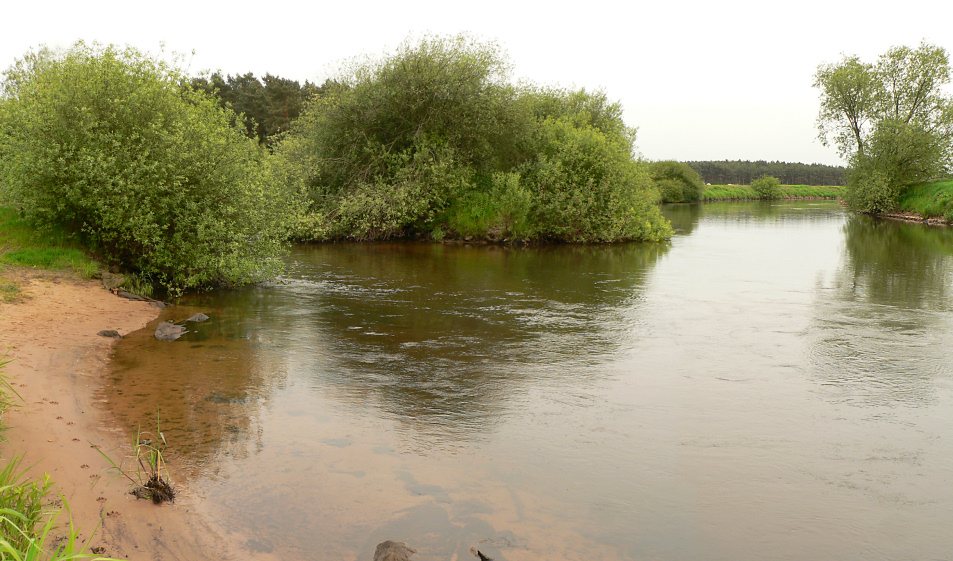
Mündung in die Aller (links die Örtze)

## Rieselwiesenwirtschaft
Bis in die 1950er Jahre wurden die Wiesen in der Talaue der Örtze nach dem Prinzip des Lüneburger Rückenbaus, auch Suderburger Rückenbau genannt, bewässert und durch die im Flusswasser gelösten Mineralien und organischen Substanzen gedüngt.
Zur Bewässerung der Bavener Rieselwiesen wurde in der Zeit von 1831 bis 1850 ein Kanal angelegt und 1854 in Betrieb genommen. Er begann bei Müden mit einem Ausleitungswehr. Weitere Wehre verteilten das Kanalwasser in die Rieselwiesen. Der Kanal diente auch der Hochwasserableitung.

Rieselwiesenwirtschaft
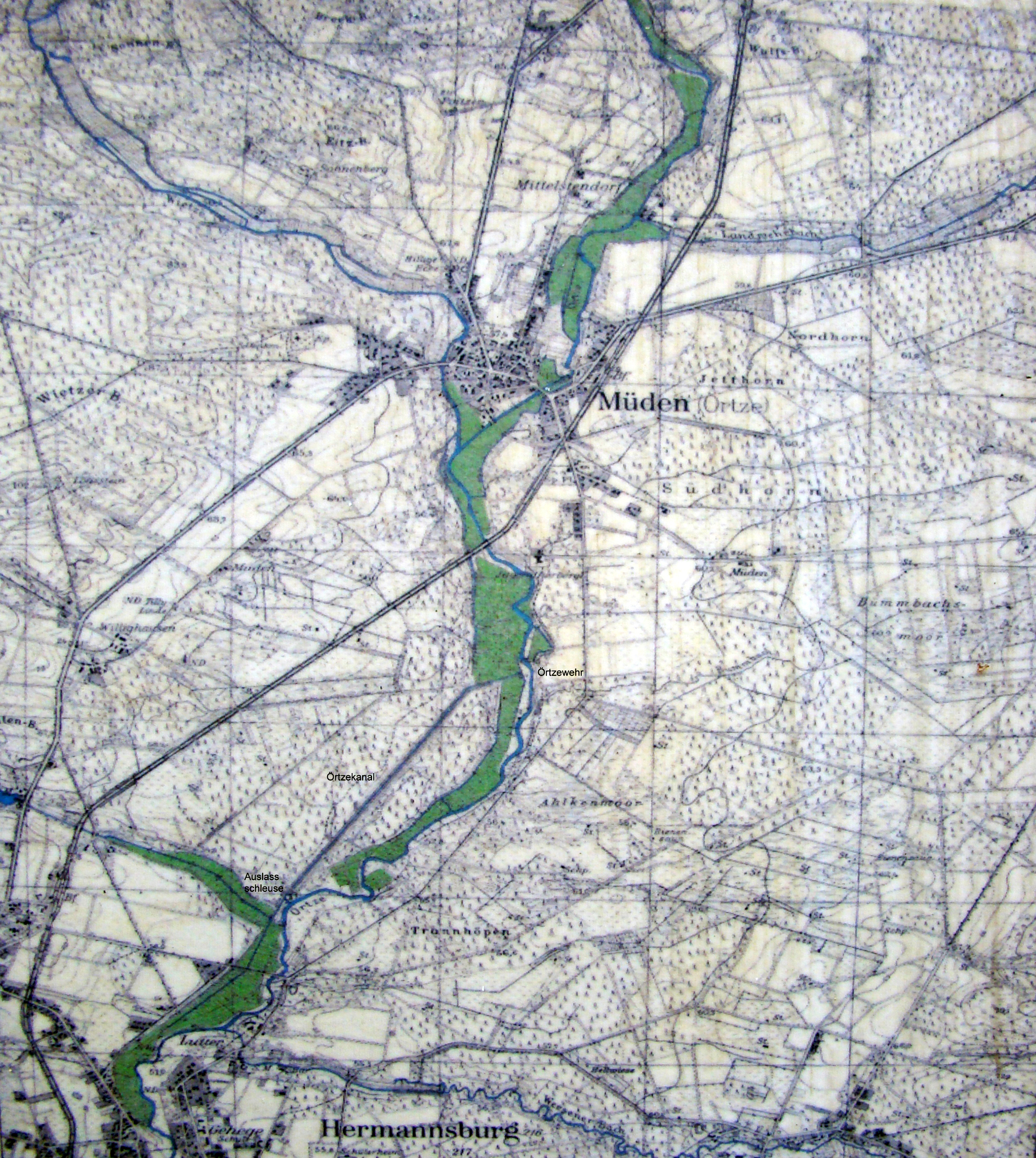
Übersichtskarte der Rieselwiesen zwischen Müden und Hermannsburg
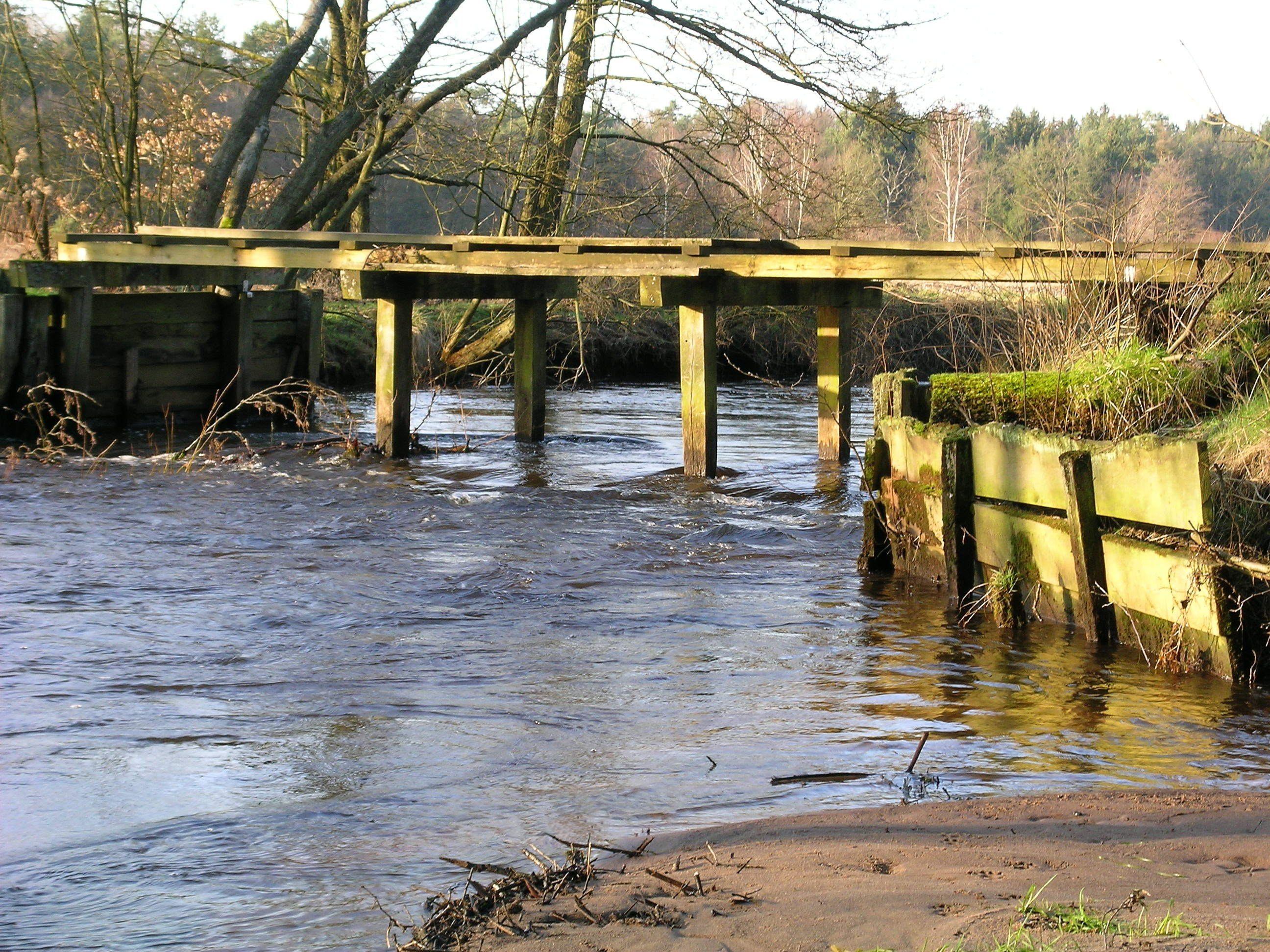
Ehemaliges Örtzewehr bei Müden, am Beginn des Kanals
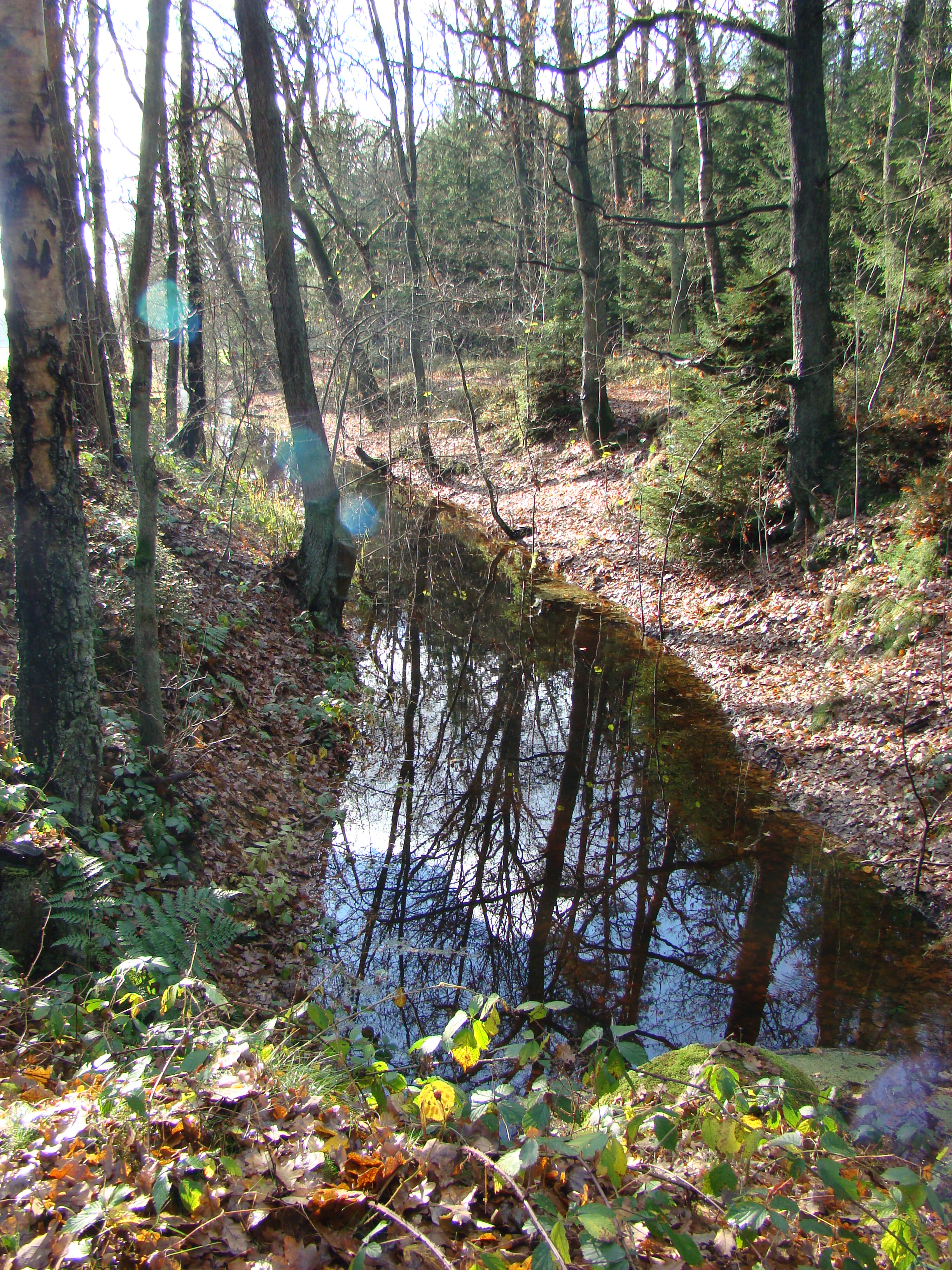
Inzwischen zugewachsener Örtzekanal zwischen Müden und Hermannsburg
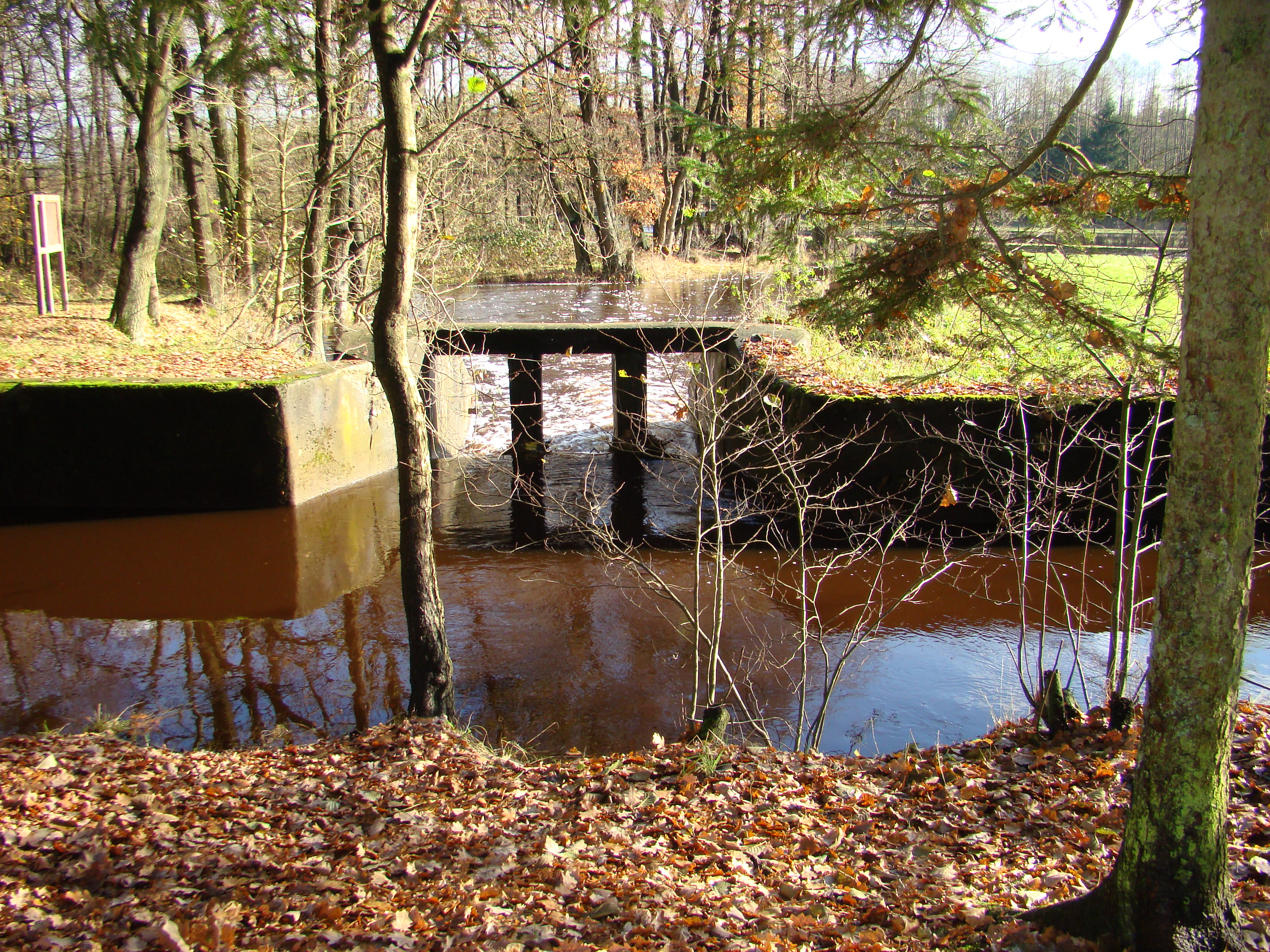
Ehemalige Auslassschleuse bei Hermannsburg/Baven

## Örtzekanal Wolthausen

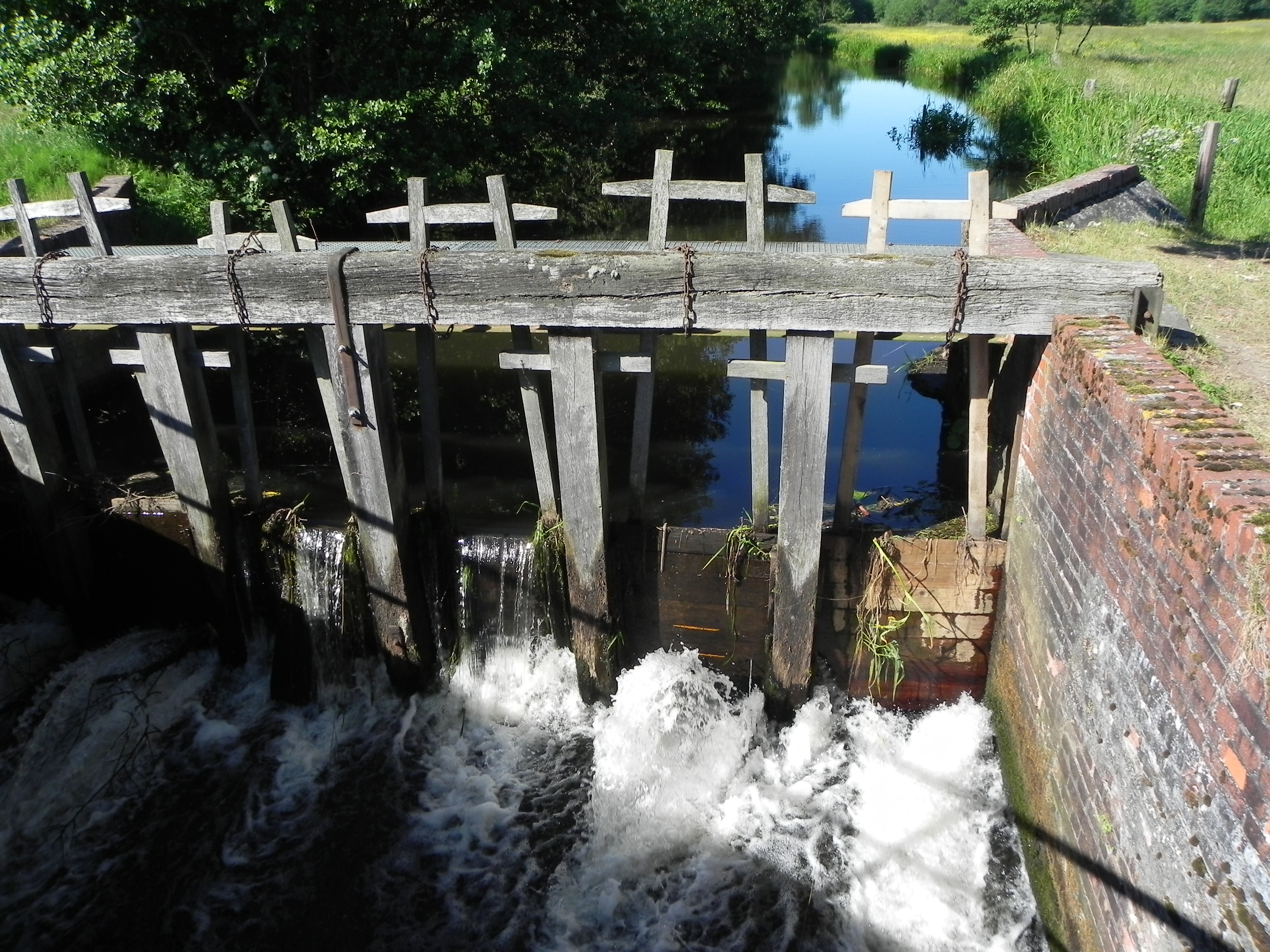
Stauwehr am Örtzekanal bei Wolthausen

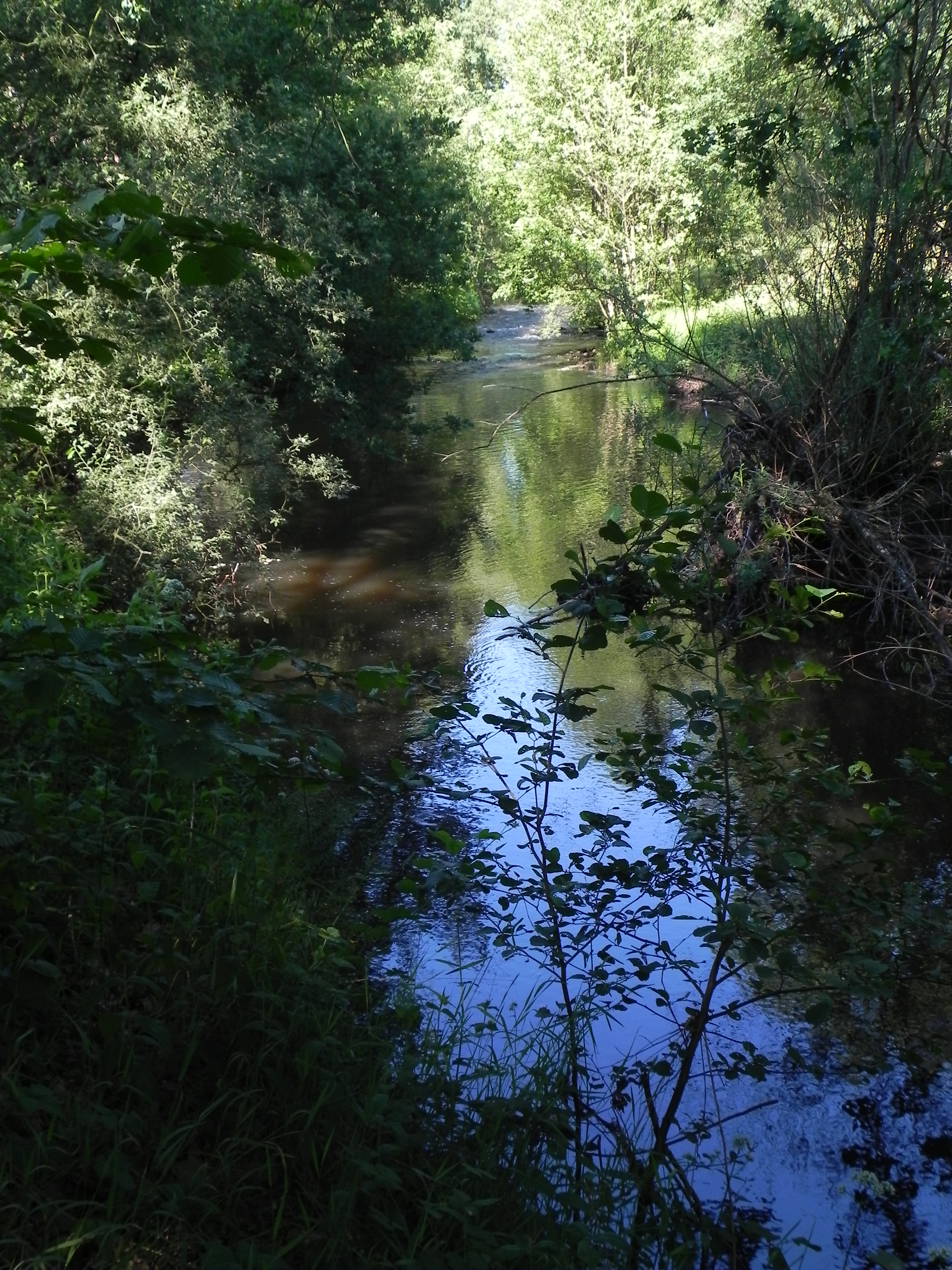
Örtzekanal südlich von Wolthausen

Hinter Wolthausen verläuft die Örtze in vielen starken Mäandern. Bei hohen Niederschlägen kam es dadurch auf den angrenzenden Wiesen und Weiden immer wieder zu Überschwemmungen. Die Heu- und Grummeternte konnte oft nicht eingefahren werden. Bereits um 1800 wollte ein Oberkommissar Meyer durch umfangreiche Maßnahmen die Nutzung der Wiesen und Weiden verbessern. Amtsvogt von Düring legte in seinem Bericht an die königliche Kammer Hannover den Plan einer entsprechenden Kanalisation, mit Bewässerungsgräben beiderseits der Örtze und mehreren kleinen Staustufen vor. Zur Ausführung kam dieser allerdings nicht.
Am 25. November 1868 beantragten die Wiesenbesitzer eine Untersuchung über mögliche Entwässerungsmöglichkeiten. Im November 1871 wurde der Antrag noch einmal wiederholt. Ein Umflutkanal zwecks besserem Hochwasserablauf war angedacht. Am 8. Februar 1872 wurde der Antrag vom königlich hannoverschen Amt in Celle genehmigt. Im gleichen Jahr wurde noch mit dem Bau des Kanals begonnen. Mit einer Länge von 2.160 m überbrückt er eine Flusslänge von rund 6.500 m. Die von der Regulierung betroffene Fläche umfasst rund 108 ha. Zur Regulierung des Örtzewassers wurde, unmittelbar südlich von Wolthusen, ein Wehr von insgesamt 4,88 m lichter Weite errichtet. Zwei Kanalbrücken erschlossen die hinter dem Kanal liegenden Wiesen und Weiden. Vor der Einmündung des Kanals in die Örtze wurde ein hölzernes Überfallwehr von 16 m Breite errichtet. Dieses sollte Schädigungen infolge des Höhenunterschiedes von Kanal und Örtze und einen möglichen Sandeintrag in die Örtze verhindern. Zum Anstauen des Wassers für Bewässerungszwecke wurde am 17. April 1896, 10 m vor dem ersten Wehr bei Wolthausen, noch ein Graben als Zuleiter errichtet. Am 15. Mai 1896 wurde die „Freie Örtze-Kanal-Genossenschaft“ mit Sitz in Wolthausen gegründet. Das Statut enthielt als Zweck der Vereinigung die Regelung der Bewässerungsmaßnahmen, die Unterhaltung der Anlagen und die Finanzierung der Unterhaltung. In den 1920er Jahren glaubte man, nach vielen trockenen Sommern, den Kanal nicht mehr zu benötigen. Die Kosten einer notwendigen Wehrerneuerung wollte man einsparen und schüttete den Kanal zu. Nach einem Hochwasser mit Überschwemmungen wurde er aber sofort wieder durchgestochen. Am 16. Januar 1963 wurde endgültig beschlossen die Bewässerung einzustellen. Das baufällige Wehr wurde aber 1964 noch einmal instand gesetzt. Die Genossenschaft wurde 1974 aufgelöst. Am 30. Januar 1975 wurde die Löschung des Rechts auf Ab- und Einleitung von Wasser der Örtze gestellt. Das Staurecht blieb aber erhalten. Sämtliche Rechte und die Unterhaltungspflichten gingen auf den Unterhaltungsverband Örtze über.

## Flößerei

### Geschichte

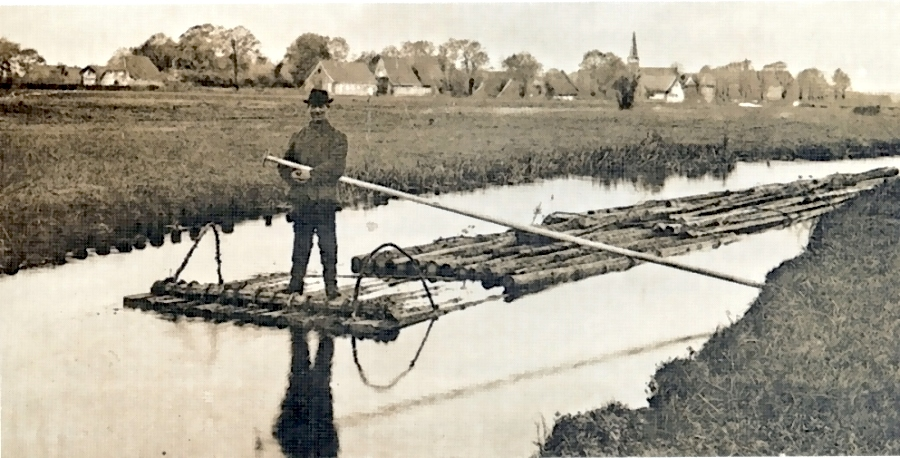
Wilhelm Witte, einer der letzten Flößer auf der Örtze, um 1910

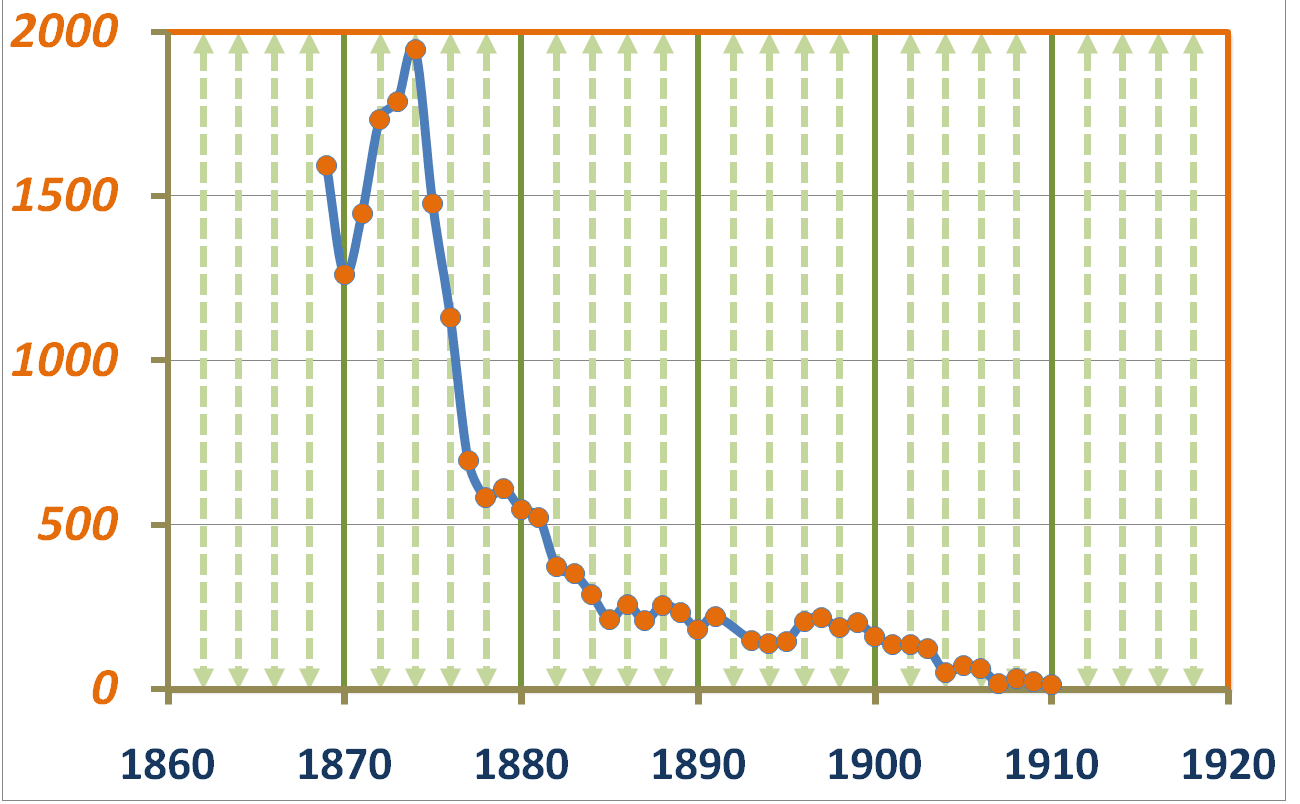
Tabelle: Anzahl der Flöße auf der Örtze

Die Flößerei auf der Örtze setzte wahrscheinlich im 17. Jahrhundert ein. Am 28. Februar 1677 untersuchte der fürstliche Floßmeister Johann Bastian Erhardt den Fluss auf eine mögliche Flößbarkeit für Holz aus den Waldgebieten Hassel, Lüß und Kalbsloh. Er gab dem „Hochedelgestrengen, Hochgebietenden Herrn Oberförster zu Wahrenholz“ folgenden Bericht:

„Die Örtze ist ein guth und schnell Wasser, welchen mehrenteils auf beiden Seiten hohe Ufer, daß darauf füglich, sowoll langk als kurz Holtz bis Stedden, wo selbst die Örtze in die Aller schießt, geflößt werden kann.“

Dieses Gutachten führte dazu, den Flößereibetrieb auf der Örtze einzurichten.
Die Flößerei auf der Örtze bekam im 19. Jahrhundert eine große Bedeutung für die Region. Die Floßfahrten nahmen von rund 600 im Jahr 1868 bis auf 1946 im Jahr 1874 zu, was den wirtschaftlichen Aufschwung der Gründerjahre widerspiegelt. Der Gebäude- und Schiffbau in Bremen, Bremerhaven und den Wesermarschen erzeugte die Nachfrage, das Angebot dagegen die im Zuge der Allmendeteilung Mitte des 19. Jahrhunderts in Privatbesitz und auf Realgemeinden übergegangenen großen Altholzflächen. Ab 1877 ging die Anzahl der Flöße auf der Örtze rapide zurück, zumal der Unterlauf versandete und zu seicht wurde. Ab 1912 kam die Flößerei zum Erliegen. Die 1910 gebaute Kleinbahn Celle-Soltau, Celle-Munster wurde zur Konkurrenz wie auch befestigte Straßen und neue Sägewerke in unmittelbarer Waldnähe.
| Jahr | Anzahl Flöße |  | Jahr | Anzahl Flöße |  | Jahr | Anzahl Flöße |  | Jahr | Anzahl Flöße |
| ---- | ------------ |  | ---- | ------------ |  | ---- | ------------ |  | ---- | ------------ |
| 1869 | 1592         |  |      |              |  |      |              |  |      |              |
| 1870 | 1262         |  | 1880 | 546          |  | 1890 | 182          |  | 1900 | 160          |
| 1871 | 1446         |  | 1881 | 522          |  | 1891 | 220          |  | 1901 | 135          |
| 1872 | 1733         |  | 1882 | 371          |  | 1892 | n. E.        |  | 1902 | 134          |
| 1873 | 1788         |  | 1883 | 350          |  | 1893 | 148          |  | 1903 | 123          |
| 1874 | 1946         |  | 1884 | 286          |  | 1894 | 139          |  | 1904 | 051          |
| 1875 | 1476         |  | 1885 | 211          |  | 1895 | 145          |  | 1905 | 070          |
| 1876 | 1130         |  | 1886 | 257          |  | 1896 | 206          |  | 1906 | 061          |
| 1877 | 0695         |  | 1887 | 207          |  | 1897 | 216          |  | 1907 | 017          |
| 1878 | 0583         |  | 1888 | 255          |  | 1898 | 186          |  | 1908 | 031          |
| 1879 | 0611         |  | 1889 | 232          |  | 1899 | 201          |  | 1909 | 022          |
|      |              |  |      |              |  |      |              |  | 1910 | 014          |

### Technik
Die Örtze war aufgrund des wasserspeichernden sandigen Untergrundes von der Wietzemündung bei Müden bis zur Aller ganzjährig mit Flößen befahrbar. Diese 36 Flusskilometer konnten gebundene Flöße an einem Tag zurücklegen. In der zweiten Hälfte des 19. Jahrhunderts gab es auf der Strecke von Müden bis Oldendorf elf Bindestellen, an denen das mit Pferdefuhrwerken gebrachte Holz zu einem Floß zusammengebunden wurde. An der Aller wurden die Hölzer zu noch größeren Flößen eingebunden und zum Umschlagplatz in Bremen geflößt. Von dort wurde das Holz auch nach England, Holland, Frankreich oder Spanien verschifft.
Die Flöße waren 23 Meter lang und drei Meter breit. Eine Besonderheit waren vorne angebrachte runde Weidenbügel, sogenannte Handregels, an denen sich der Flößer notfalls festhalten konnte. Eine Schiebestange (Schufstaken, Schufboom) zum Manövrieren wurde an einem Quergriff gegen die linke Schulter gepresst. Sie war vorne mit einer Spitze und einem Haken aus Eisen versehen.

## Paddeln auf der Örtze

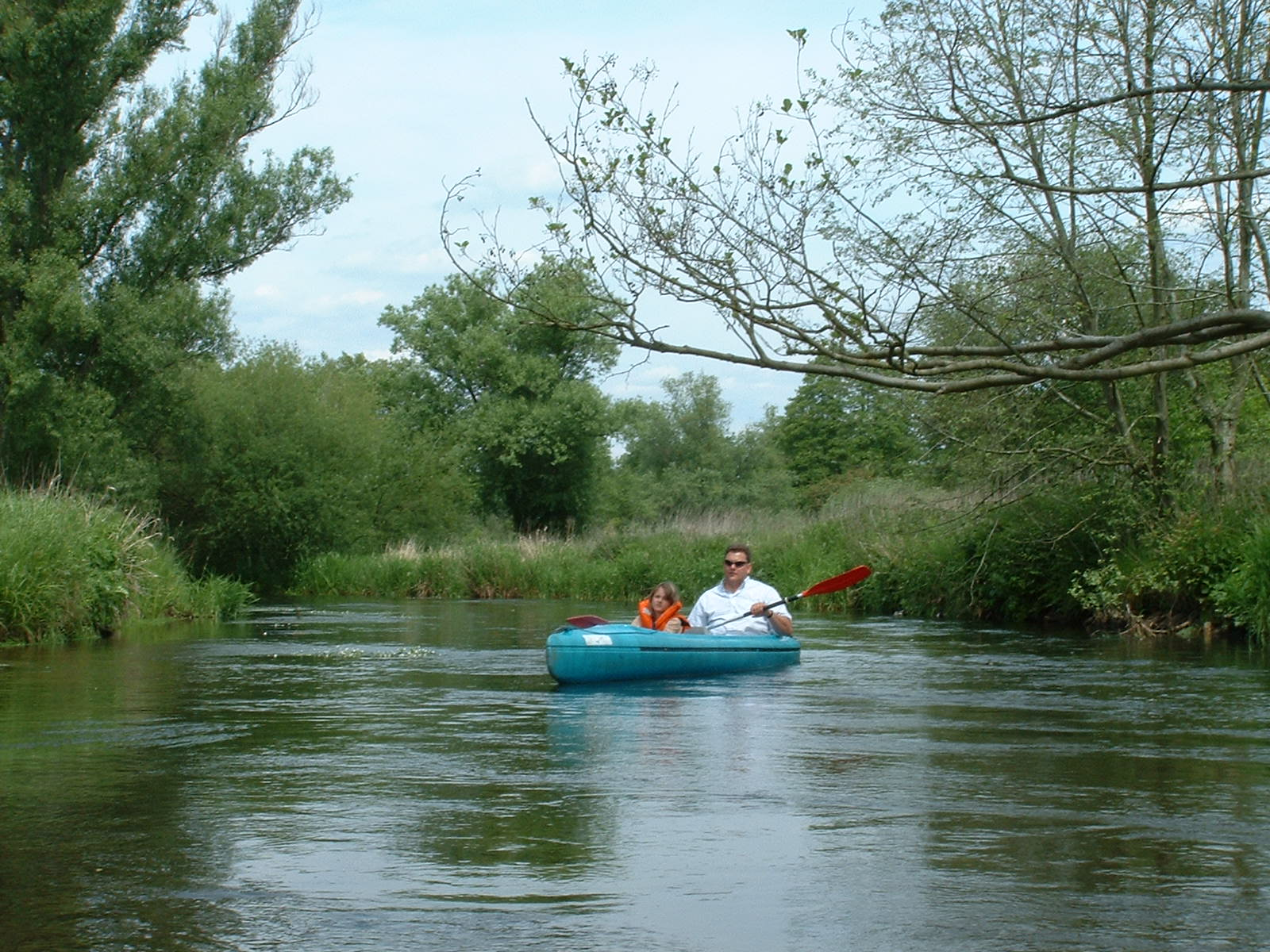
Zweier-Kajak auf der Örtze

Die Örtze hat eine hohe Bedeutung für den Naturschutz. Durch den Bootsbetrieb auf der Örtze kommt es zu Konflikten mit den Naturschutzgruppen und dem Angelsport; insbesondere durch Störung der Tierwelt, Schädigung der Ufervegetation und durch negative Veränderungen der Gewässersohle. Als Kompromisslösung ist nur in der Zeit vom 16. Mai bis 14. Oktober, von 9 – 18 Uhr auf der Örtze das Paddeln eingeschränkt zugelassen. Erlaubt sind ausschließlich gekennzeichnete Paddelboote (Kajak, Canadier, Kanu), von maximal 6 m Länge und 1 m Breite. Die Örtze darf, bei ausreichendem Wasserstand (Pegelanzeige ist zu beachten), ab der Mühle in Müden bachabwärts genutzt werden. Ein- und Ausstiegsstellen sind in Müden, Baven, Hermannsburg, Oldendorf, Eversen, Wolthausen und Winsen.

## Etymologie
In den ersten schriftlichen Belegen wird der Fluss „in Ursenam“, „in ascensu Ursen“ (786, Fälschung 12. Jh.) und „by der Ortzene“ (1384) genannt. 
Louis Harms schreibt in seinem Buch Goldene Äpfel in silbernen Schalen, Band 1 von 1865, der Name Örtze würde sich vom altdeutschen Wort Horz (‚Pferd‘) ableiten, weil die Örtze liefe und spränge wie ein Pferd, und weil früher viele Pferde an ihrem Ufer weideten. Diese Etymologie ist aber wahrscheinlich nicht richtig.
Albrecht Greule vermutet, dass sich der Name vom urgermanischen *ursa- mit der Bedeutung „Fluss“ ableitet.

## Rezeption in der Literatur
Der Heimatdichter Hermann Löns widmete der Örtze ein Kapitel mit mehreren Seiten. Er schrieb unter anderem:

„An den Ufern der Örtze.

Viele Flüsse und Flüsschen hat die Lüneburger Heide; ihr echtester Heidefluß aber ist die Örtze. Sie hat als Heidjerin keine Sehnsucht nach anderen Ländern; in der Heide kommt sie auf die Welt, in der Heide will sie enden. Sie ist so bescheiden, so klug und so still, wie ein richtiges Heidjerkind; es wäre ihr ein Leichtes, wenn sie ihren eigenen Weg ginge bis zum Meere, denn selbst in den trockensten Sommern hat sie Wasser genug, die Flüsschen und Bäche aus den Mooren, die Schmarbeck und Sotriet, Lutter und Wittbeck, Wietze und Brunau, lassen sie nicht verdursten. Aber ihr liegt nichts an der weiten Welt.“